# Wehrmacht
Pour les articles homonymes, voir Wehrmacht (homonymie) et Armée allemande.
La Wehrmacht  (prononcé en allemand : [ˈveːɐ̯maxt], littéralement « force de défense ») est le nom porté par l'armée du IIIe Reich à partir du 21 mai 1935 et jusqu'à sa dissolution officielle en août 1946,,, par les forces d'occupation de l'Allemagne vaincue.
En 1935, la Wehrmacht est issue de la Reichswehr, l'Armée allemande de l'époque, en principe toujours encadrée par le traité de Versailles de 1919 qui limite les effectifs, les matériels et interdit une force aérienne ; mais ce n'est plus le cas dans les faits. Dès sa création, la Wehrmacht comporte trois armées : l'Armée de terre ou Heer, la Marine de guerre ou Kriegsmarine, et l'Armée de l'air ou Luftwaffe.
Le renseignement militaire est assuré par l'Abwehr. Les premières années, la Wehrmacht a pour commandant en chef (Oberbefehlshaber der Wehrmacht) le général, puis maréchal, Werner von Blomberg, lequel a aussi le nouveau titre de ministre de la Guerre (Reichskriegsminister). Mais en janvier 1938, il est destitué par Adolf Hitler qui assure ensuite seul le commandement en chef des forces armées du Reich. Après le suicide d'Hitler, c'est le Großadmiral Dönitz qui devient pendant trois semaines le commandant nominal de la Wehrmacht, dans le cadre du gouvernement de Flensbourg au cours du mois de mai 1945.
La Wehrmacht possède un Grand État-Major : l'Oberkommando der Wehrmacht (OKW), créé en février 1938, en remplacement du ministère de la Guerre (Reichskriegsministerium), à la faveur de l'affaire Blomberg-Fritsch.
Issue du réarmement secret et illégal de l'Allemagne commencé dès les années 1920, la Wehrmacht apporte de nombreuses innovations tactiques, notamment dans l'emploi combiné des chars d'assaut et de l'aviation conçu par le général Heinz Guderian. Aidée par l'industrie militaire et le savoir-faire allemands, la Wehrmacht revient rapidement au premier plan militaire. La Marine de guerre conçoit le plan Z pour construire une grande flotte. La Luftwaffe, dirigée par le Generalfeldmarschall Göring, connaît également un important développement durant les années précédant la guerre.
Après avoir perfectionné ses tactiques lors de la guerre civile espagnole et avoir occupé l'Autriche (mars 1938), la région des Sudètes (octobre 1938) puis une grande partie de la Tchécoslovaquie (mars 1939) sans avoir eu à combattre, l'Armée allemande déclenche la Seconde Guerre mondiale et en devient un des principaux acteurs : après une première victoire en Pologne en 1939 avec la complicité de l'Union soviétique, la Wehrmacht bat les armées française, britannique et belge en mai et juin 1940. Au printemps 1941, elle est contrainte d'aider l'armée italienne en difficulté en Yougoslavie et en Grèce. Un mois plus tard, elle se retourne contre son alliée de 1939 en entrant à la fin juin 1941 en Union soviétique : c'est l'opération Barbarossa. Le tournant arrive avec la seconde bataille d'El Alamein en 1942 et l'échec devant Stalingrad au début de 1943. Par la suite, la Wehrmacht perd le contrôle de l'Afrique du Nord et de la Sicile, puis doit battre en retraite sur le vaste territoire de l'Union soviétique après la bataille de Koursk de l'été 1943.
Le débarquement allié en Normandie qui débute à la fin du printemps 1944 et la bataille des Ardennes de l'hiver 1944-1945 marquent sa défaite à l'Ouest. À l'Est, la destruction du groupe d'armées Centre lors de l'opération Bagration, au cours de l'été 1944, constitue la pire défaite qu'ait connue la Wehrmacht, qui n'est dès lors plus capable d'opérations de grande ampleur face à l'Armée rouge. La bataille de Berlin au printemps 1945 marque la chute définitive de l'Allemagne nazie. Durant cette dernière phase de la guerre, tous les moyens ont été mis en œuvre pour tenter de retourner la situation avec notamment l'enrôlement, en plus des étrangers, des adolescents et des personnes âgées (Volkssturm, ou littéralement « tempête du peuple », sous la responsabilité de Goebbels). La propagande avec notamment l'espoir de la découverte d'une arme miracle, une « Wunderwaffe », tente de maintenir en parallèle le moral de la population civile durant cette phase difficile. La résistance des soldats allemands sur le front de l'Est, malgré les défaites catastrophiques de l'année 1944, s'explique aussi bien par la terreur nazie que par la connaissance des atrocités commises sur ce front, qui laissait craindre les représailles de l'Armée rouge.
Après la Seconde Guerre mondiale, les anciens militaires — en particulier les officiers — allemands ont diffusé la mémoire d'une armée « aux mains propres », affirmant qu'elle n'aurait pas participé aux crimes du IIIe Reich. L'historien Christian Ingrao parle même d'un « non-lieu collectif » dans la mémoire allemande. Les travaux d'historiens de plus en plus nombreux, les changements générationnels et l'ouverture des archives depuis les années 1980 ont progressivement souligné l'inanité de cette thèse. La Wehrmacht a pris en réalité une part importante dans le processus d'extermination des Juifs et des Tziganes, ainsi que dans la campagne d'annihilation des Slaves, menés par le régime nazi, principalement en Europe centrale et orientale. La mise sur écoute (secrète) des conversations entre officiers allemands prisonniers à Trent Park, en Grande-Bretagne, montrait non seulement que ceux-ci étaient au courant des atrocités nazies, mais que beaucoup y avaient directement participé. Ce point avait été souligné lors du procès de Nuremberg, avant d'être relativement passé sous silence à l'Ouest durant la guerre froide. Plus généralement, la Wehrmacht joua un rôle déterminant, aux côtés de la SS, et souvent sans elle, dans les exactions commises dans les territoires occupés. La redécouverte de cette réalité a mené, selon l'historien Hannes Heer, à un profond changement dans l'opinion allemande à partir des années 1990 — d'autant plus que les anciens soldats de la Wehrmacht disparaissaient. Enfin, des membres de l'armée ont joué un rôle important dans la résistance au nazisme avec notamment l'organisation et l'exécution de l'attentat contre Hitler du 20 juillet 1944 qui a échoué de peu.
La Wehrmacht dispose pendant la Seconde Guerre mondiale d'une solide réputation d'efficacité au combat. À l'apogée de l'expansion du Troisième Reich, elle occupe la quasi-totalité de l'Europe continentale : seuls quelques pays neutres et une partie de la Russie européenne sont épargnés. C'est la plus grande armée de l'histoire allemande.

## Histoire

Emblème du commandement en chef des forces armées allemandes de 1935 à 1938, relevant du maréchal von Blomberg sur la période.

Les soldats de la Wehrmacht ont un haut niveau de professionnalisme. Lors de leur entrée en guerre en 1939, ils sont persuadés d'être les meilleurs soldats au monde. Durant la plus grande partie de la guerre, les forces allemandes sont très combatives et agressives. Elles démontrent une claire supériorité tactique sur leurs adversaires, aussi bien sur le front ouest qu'est. Néanmoins, cet avantage tactique s'étiolera au fil du temps tant en raison de l'attrition que de la progression des Soviétiques dans le domaine. Les derniers mois de la guerre (de la cuisante défaite nazie lors de l'opération Bagration à l'été 1944 à la capitulation) seront les plus meurtriers pour les Allemands: la moitié des pertes totales de la Wehrmacht survient durant ceux-ci.
Les détachements allemands, combattant de manière très autonome et commandés par des sous-officiers, se montrent tout particulièrement flexibles et plus résistants que leurs ennemis. Ainsi, les Allemands apportent de nombreuses innovations sur le champ de bataille, innovations qui sont remarquablement utilisées. On peut noter l'utilisation massive de récepteurs radio permettant une coordination entre les différents bataillons et une coopération interarmes. Les Allemands utilisent pour la première fois de manière efficace les fusil-mitrailleurs (Maschinengewehr 34). Cela permet à une escouade d'infanterie d'avoir une puissance de feu considérable par rapport à ses opposantes soviétiques ou alliés. Les essais précédents (dont le Chauchat) ne pouvaient pas être efficaces en raison de problèmes de fiabilité et de doctrine. Par ailleurs, les Allemands conçoivent également le premier fusil d'assaut automatique (le Sturmgewehr 44).
Cependant, cette grande capacité tactique n'est pas accompagnée au niveau du haut commandement d'une véritable vision stratégique globale et d'une logistique adaptée à la guerre moderne. Aussi bien au niveau opératif que logistique des carences apparaissent, conduisant à long terme à la défaite. L'armée manque ainsi à la fin de carburant et de matières premières.
Engagée durant près de six ans dans le conflit mondial, la Wehrmacht combat dans toute l'Europe et en Afrique du Nord, remportant de nombreuses victoires et ayant une position dominante sur le continent jusqu'en 1942. La supériorité logistique et numérique des Alliés, aussi bien en termes d'hommes que d'armement, ainsi que celle de leur appareil productif, tout particulièrement celui des Américains, finit toutefois par transformer la guerre en une guerre de positions. L'Allemagne, dépourvue d'alliés puissants, tente de défendre avec des moyens limités la « Forteresse Europe » et de retarder au maximum la défaite sur le front occidental. Dans le même temps, elle engage pendant quatre ans la plus grande part de ses forces sur le front oriental afin de faire face à la lente mais inexorable avancée soviétique en espérant résister jusqu'à l'arrivée de nouvelles armes secrètes ou de dissensions dans l'alliance ennemie.

### Réarmement et service militaire
Le traité de Versailles de 1919 limite fortement les capacités militaires de l'Allemagne. Les forces armées sont restreintes à 100 000 hommes, la fabrication d'artillerie lourde, de chars d'assaut, de porte-avions, de sous-marins et de gaz de combat sont interdites.
Le 2 août 1934, le chancelier devient chef suprême des forces armées ; le serment des soldats allemands envers le Führer est imposé. Le 16 mars 1935, Hitler annonce la réintroduction du service militaire qui entre en vigueur par une loi du 21 mars suivant. Le traité de Versailles a été enfreint dès le 1er mars, quand Hitler déclare vouloir constituer une force aérienne allemande, ce qui est contraire aux clauses du traité concernant la puissance militaire de l'Allemagne. Les quatre années qui suivent voient la transformation de la Reichswehr du général Hans von Seeckt en Wehrmacht de Hitler. Le premier avait, après 1919, sélectionné les jeunes officiers les plus prometteurs, qui deviennent par la suite les officiers supérieurs de la nouvelle armée. Ainsi, parmi les plus notables, Fedor von Bock, Gerd von Rundstedt, Walther von Brauchitsch, Alfred Jodl, Wilhelm Ritter von Leeb et Johannes Blaskowitz empruntent cette voie.
La conscription dure initialement un an, mais le 24 août 1936 sa durée passe à deux ans. Avoir fait son service dans la Reichswehr, les Luftstreitkräfte ou les forces de police avant le 1er mars 1935 ne dispense pas de la conscription. La réception d'une convocation (Kriegsbeorderung) ne signifie pas l'entrée immédiate dans les forces armées. En fait, avant d'avoir atteint leurs 17 ans, les jeunes hommes doivent servir dans le Reichsarbeitsdienst, c'est-à-dire le service du travail du Reich, et ainsi contribuer à la construction d'édifices publics dans les premières années du service, puis à la construction du mur de l'Atlantique et la reconstruction d'usines endommagées par les bombardements alliés. Le service du travail enseigne également la marche au pas, les rudiments de l'art militaire et organise des compétitions sportives afin de préparer les futurs soldats à leur vie dans l'armée.
Les sous-officiers sont choisis parmi les hommes âgés de 27 à 35 ans, qui après avoir subi vingt semaines de formation militaire et avoir été retenus pour leurs aptitudes obtiennent la possibilité d'intégrer une école de sous-officiers à proprement parler. Une fois ces conditions remplies, ils commencent un service de 12 ans dans l'armée, comme c'était l'usage dans l'Empire allemand, cette période pouvant être ensuite reconduite par intervalle de deux ans jusqu'à un maximum de 18 ans. Cette dernière règle est abolie en octobre 1939. Les officiers doivent au contraire rester en fonction jusqu'à leur retraite, dont l'âge maximal est fixé à 65 ans, cet âge pouvant être anticipé si l'officier est reconnu inapte à accéder au grade supérieur ; cela n'est cependant valable qu'en temps de paix.
Les hommes ayant choisi volontairement d'entrer dans les forces armées avant de réaliser leur service du travail, ou pour une durée de service militaire plus longue, ont le privilège de pouvoir choisir leur arme (terre, marine ou aviation) ainsi que leur spécialité. Toutefois, ces demandes ne sont pas toujours satisfaites. Le service du travail est en revanche réduit à seulement deux mois. Avec l'entrée en guerre la durée de deux ans du service est suspendue et remplacée par l'obligation de servir pendant toute la durée des hostilités. Il est alors prévu qu'à la fin de celles-ci, les volontaires entrant dans l'armée avant la fin de leurs deux années de service pourraient prolonger leur contrat dans l'armée soit de quatre ans et demi ou à vie avec une promotion plus avantageuse.

#### Heer

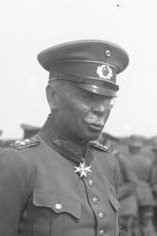
Hans von Seeckt.

L'armée de terre est pleinement frappée par les limitations du traité de Versailles décrites ci-dessus. La faiblesse de la république de Weimar combinée à l'humiliation imposée par les vainqueurs de la Grande Guerre mènent au putsch de Kapp en mars 1920 durant lequel le général Walther von Lüttwitz prend brièvement le pouvoir à Berlin. Dans ce climat de fortes tensions, le général Hans von Seeckt propose de réarmer. Plus fidèle à la nation qu'envers la nouvelle république, il intègre les Freikorps (secrètement à cause du traité) à l'armée et en fait grossir la taille en incorporant les vétérans de la Première Guerre mondiale et les nationalistes. Toutefois, il considère que la vie politique et la vie militaire ne sont pas compatibles et interdit aux membres des Freikorps l'inscription dans un parti politique. Les écoles d'officiers réapparaissent sous le voile de « cours de formation et de spécialisation ». La police aussi doit servir de réserve pour l'armée.
Exploitant le fait que le traité n'impose pas de limite au nombre de sous-officiers, von Seeckt forme entre 40 000 sergents et caporaux à des fonctions revenant normalement à des officiers ; cela l'assure de disposer d'hommes capables de coordonner des opérations militaires au cas où l'armée pourrait de nouveau s'agrandir. L'instabilité chronique de la république de Weimar, comme en témoigne le putsch de la brasserie en 1923, favorise von Seeckt qui décide d'ouvrir le dialogue avec Moscou. La Russie lui permet de construire deux écoles militaires dans le territoire soviétique gérées par le Sondergruppe, groupe spécial R, fondateur entre autres d'un bureau qui s'occupe par la suite de la construction d'usines d'armement.
Le licenciement de von Seeckt en 1926 est favorable au parti nazi, qui s'est fortement accru depuis les élections législatives de 1930. Le parti trouve toutefois un adversaire en la personne du nouveau commandant de la Reichswehr Kurt von Hammerstein et du ministre de la Défense Wilhelm Groener, ce dernier envisageant de porter l'armée à 200 000 hommes pour freiner la progression de Hitler et de ses SA. Nonobstant l'avis du président von Hindenburg le parlement ne vote pas la loi pour dissoudre les formations paramilitaires nazies. L'armée, alors convaincue du rôle bénéfique que peut avoir Hitler, abandonne Grœner.

Défilé d'un détachement de l'Armée de terre allemande à Varsovie en septembre 1939.

Après la réintroduction du service militaire, Hitler tente de mitiger le traditionnel autoritarisme de l'armée prussienne et d'améliorer les conditions de la vie dans l'armée afin d'attirer les volontaires. Au début, le régime nazi rencontre quelques obstacles pour contrôler l'armée, certains officiers supérieurs ne soutenant pas la politique agressive nazie. Parmi eux on compte le général Ludwig Beck, le chef d'état-major adjoint de la Heer, et le général Werner von Fritsch, commandant en chef de l'armée de terre. En 1938, un scandale contraint le ministre de la Guerre Werner von Blomberg à démissionner. Des circonstances similaires, partiellement orchestrées par Göring, écartent von Fritsch qui se présente comme un successeur potentiel. L'appui du Führer devient nécessaire pour disposer d'un quelconque pouvoir réel, certains officiers étant mis au placard, leurs postes devenant purement symboliques. Grâce à ces méthodes, l'Armée allemande est, durant la Seconde Guerre mondiale, au moins jusqu'à la fin de 1943, un instrument parfaitement loyal et fidèle au dictateur.
En 1939, l'Armée de terre compte 98 divisions, dont 52 sont en service actif et 10 immédiatement opérationnelles. Les 36 restantes sont constituées en grande partie de vétérans de la Première Guerre mondiale et sont de fait dépourvues d'artillerie et de blindés. Au début du conflit, l'infanterie est équipée du fusil Mauser Karabiner 98k réputé pour sa fiabilité, de la mitrailleuse légère MG 34, du vieux pistolet mitrailleur MP18, qui va rapidement être remplacé par le MP 40, du mortier de calibre 81 mm Granatwerfer 34, d'un canon antichar 3,7 cm PaK 36, d'un canon antiaérien de 20 mm, ainsi que d'un vieux canon de 77 mm relique du dernier conflit mondial. Les unités d'artillerie sont, elles, équipées de l'excellent obusier 10,5 cm leichte FeldHaubitze 18 et du canon de 88 mm qui est à la fois antiaérien et antichar.
Le commandement suprême allemand concentre cependant surtout ses efforts sur les deux armes qui s'avèrent décisives lors de la suite des opérations : les chars et les avions. L'infatigable promoteur de la première est incontestablement le général Heinz Guderian, qui élabore avec l'approbation du Führer une théorie de guerre de mouvement, dans laquelle les chars et les avions de combat ne sont plus utilisés comme auxiliaires de l'infanterie mais de manière indépendante de celle-ci. Ils doivent former le fer de lance de l'Armée allemande tout en protégeant l'infanterie qui suit avec retard le mouvement.
Conformément à la stratégie de Guderian, en septembre 1939, six divisions blindées se déploient. Elles sont dotées chacune de 288 chars d'assaut. La moitié de type Panzer I, un char léger aux dimensions réduites, pesant seulement six tonnes et armé avec de petits calibres. Il y a également des Panzer IV, plus efficaces, au nombre de 24 par division. Le reste est constitué de Panzer II et III, pesant respectivement neuf et seize tonnes et armés de canons de 20 mm et 37 mm.

#### Kriegsmarine

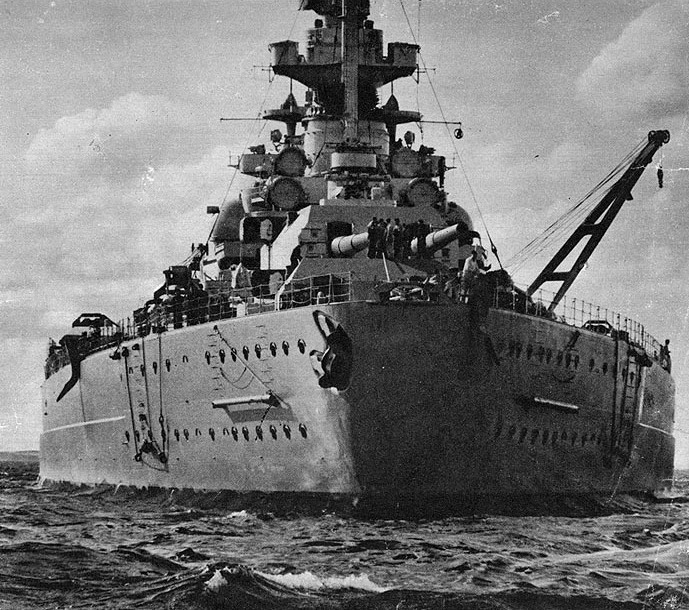
Un des « fleurons » de la Kriegsmarine : le cuirassé Bismarck.

La Kaiserliche Marine est elle aussi particulièrement touchée par le traité de Versailles, la Royal Navy ne voulant pas craindre de voir son prestige et sa suprématie sur les mers diminués. La nouvelle Reichsmarine, née en 1921, est réduite à une flotte de dragueurs de mines, de remorqueurs et de vieux cuirassés. Par ailleurs le souvenir du sabordage de la flotte allemande, dite Hochseeflotte, juste après la Première Guerre mondiale est encore vif dans la mémoire collective allemande. L'opinion publique et Hitler pensent qu'il est inutile de tenter de chercher à retrouver le prestige et la puissance passés dans ce domaine.
Au début d'octobre 1928, le vétéran de la Grande Guerre Erich Raeder devient chef de la Reichsmarine. Partisan d'un renforcement de la marine, il éprouve des difficultés à convaincre les représentants politiques de la république de Weimar, cependant l'aide de von Hindenburg permet de faire aboutir son projet de « revitalisation » de la Reichsmarine.
Les différents modèles de U-Boot, interdits par le traité, sont développés par des entreprises étrangères fictives, qui sont en fait des sociétés écrans derrière lesquelles se trouve l'industrie allemande. Cette méthode est d'ailleurs également employée par l'armée de terre et l'aviation. Ainsi, la société hollandaise Ingenieurskantoor voor Scheepsbouw n'est en réalité rien d'autre que la société Krupp. Ces montages sont utilisés jusqu'à la fin mars 1935, quand Hitler décide de ne plus respecter les termes du traité de Versailles. Le 21 mai de la même année, la Reichsmarine, marine de l'Empire, devient la Kriegsmarine, marine de guerre. La production commence véritablement, Hitler ayant abandonné ses a priori négatifs sur la marine et la considérant désormais comme un instrument indispensable à la grandeur allemande.
L'ambiguïté britannique à l'égard du réarmement allemand apparaît clairement quand, le 18 juin, elle signe un accord naval avec l'Allemagne dans lequel cette dernière reçoit l'autorisation de reconstruire une flotte, dont le tonnage ne doit pas dépasser 35 % de celui de la Royal Navy (45 % dans le cas des sous-marins). Ces dernières concessions sont toutes symboliques, les submersibles étant peu utilisés par la marine britannique et perçus principalement comme une arme défensive. Le 29 juin 1935, le premier sous-marin allemand de type I est mis à l'eau à Kiel. La première flotte structurée autour de cette embarcation est nommée Weddingen et commandée par le Fregattenkapitän Karl Dönitz, futur commandant de tous les sous-marins allemands.
Le 27 juin 1939, Hitler donne son accord définitif pour la mise en place du « plan Z », un programme de construction navale à long terme gigantesque dont l'objectif final est de mettre la Kriegsmarine quasiment à un pied d'égalité avec la Royal Navy. Ce plan commence seulement à être mis en place quand éclate la guerre ; vu les circonstances, la décision est prise d'interrompre la construction de grands navires pour se concentrer sur celle d'une vaste flotte de sous-marins, à la fois plus rapides et moins coûteux à produire. Lors de l'entrée en guerre sont disponibles : les cuirassés Scharnhorst et Gneisenau ; les croiseurs lourds de classe Deutschland de 10 000 tonnes Deutschland, Admiral Scheer et Admiral Graf Spee ; le croiseur lourd Admiral Hipper, les croiseurs légers Emden, Köln, Königsberg, Leipzig, Nürnberg et Karlsruhe, 21 contre-torpilleurs, 12 vedette-torpilleurs et 57 submersibles. Les croiseurs lourds Blücher, le Prinz Eugen, le Lützow (cédé à l'URSS en 1939) et le Seydlitz sont alors encore en construction. Le dernier n'est jamais achevé. S'ajoutent à toutes ces unités les cuirassés Bismarck et Tirpitz qui sont construits entre août 1940 et février 1941 et le porte-avions, jamais achevé, Graf Zeppelin, ainsi que 150 sous-marins. Jusqu'au 1er août 1943, un total de 1 193 U-Boote entrent en service.

#### Luftwaffe

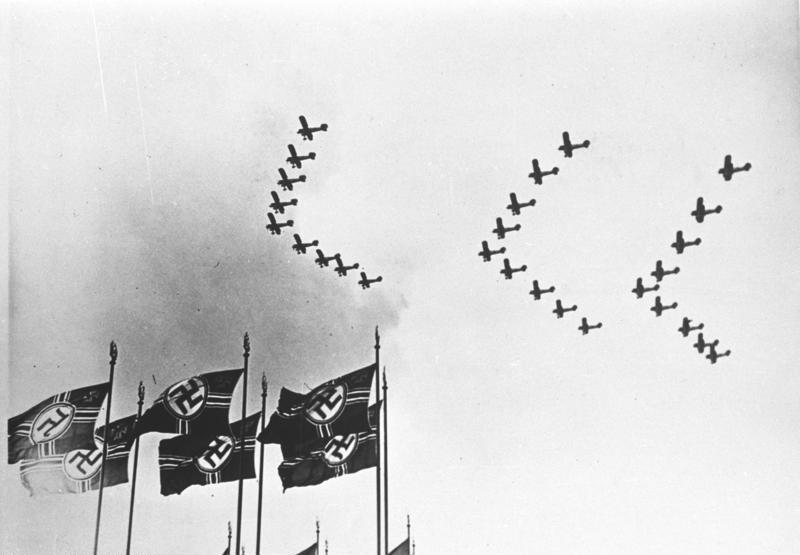
Une parade aérienne en 1937.

En 1919, le traité de Versailles oblige l'Allemagne à dissoudre la Luftstreitkräfte et à démanteler tous les avions restants. Malgré tout, l'État allemand réussit à maintenir une force aérienne propre qui se renforce au fil des années par la suite. À partir de 1926, des entraînements clandestins de pilotes ont lieu à Brunswick et Rechlin entre autres, mais aussi en Union soviétique grâce aux accords de coopération notamment sur la base de Lipetsk. La Lufthansa et la Nationalsozialistisches Fliegerkorps aident grandement à cette formation : la première met à disposition des avions de combat comme le Junkers Ju 86 et l'Heinkel He 111 qui sont camouflés en avions de ligne ou de fret, la seconde dispose de planeurs et d'ULM pour permettre aux futurs pilotes de s'aguerrir.
Le vrai démarrage de l'aviation vient cependant du gouvernement nazi après la décision de Hitler de réarmer l'Allemagne. La Luftwaffe est fondée clandestinement en 1933 avec 4 000 personnes rattachées. La production d'appareils aériens divers commence alors, ce n'est qu'en 1935 que l'existence de la force aérienne est révélée à la face du monde. Le 1er septembre 1939, la Luftwaffe dispose de 2 695 appareils : 771 chasseurs Messerschmitt Bf 109, de l'avion spécialisé dans la lutte contre les bombardiers Bf 110 et de 1 516 bombardiers Junkers Ju 87, Ju 88, Dornier Do 17 et Heinkel He 111. Le commandement suprême de la Luftwaffe est occupé en 1935 par l'ancien as de l'aviation allemande et aussi ministre de l'Aviation Hermann Göring, entouré de collaborateurs comme Erhard Milch, inspecteur général de la Luftwaffe, Hans Jeschonnek, responsable du ravitaillement, de la formation, des télécommunications et des avions de guerre, et d'Ernst Udet, chef du comité technique. La nomination du personnel est la compétence exclusive de Göring.
La stratégie d'attaque est encore en phase expérimentale, il y a deux écoles distinctes : celle de Walther Wever, commandant de l'état-major général de l'aviation jusqu'en 1936, qui met en avant l'importance d'un bombardement stratégique réalisé par des avions quadrimoteurs ; Ernst Udet, à l'inverse, pense que l'aviation doit seulement être utilisée pour supporter les troupes à terre et pour contre-attaquer les appareils volants ennemis. Fort de l'expérience acquise en Espagne, où les bombardements en piqué remplissent parfaitement leur mission, et après la mort accidentelle de Wever, Udet réussit à convaincre le commandement interne de la Luftwaffe que sa ligne de pensée est celle à suivre. Les projets de construction de grands bombardiers, comme le Do 19 et le Ju 89, sont alors abandonnés.
En septembre 1939 la Luftwaffe est composée de quatre flottes aériennes (Luftflotte), basées à Stettin, Brunswick, Roth et Reichenbach. Durant la guerre, trois autres flottes sont créées, dont la Luftflotte Reich destinée à défendre le territoire allemand.

### Baptême du feu

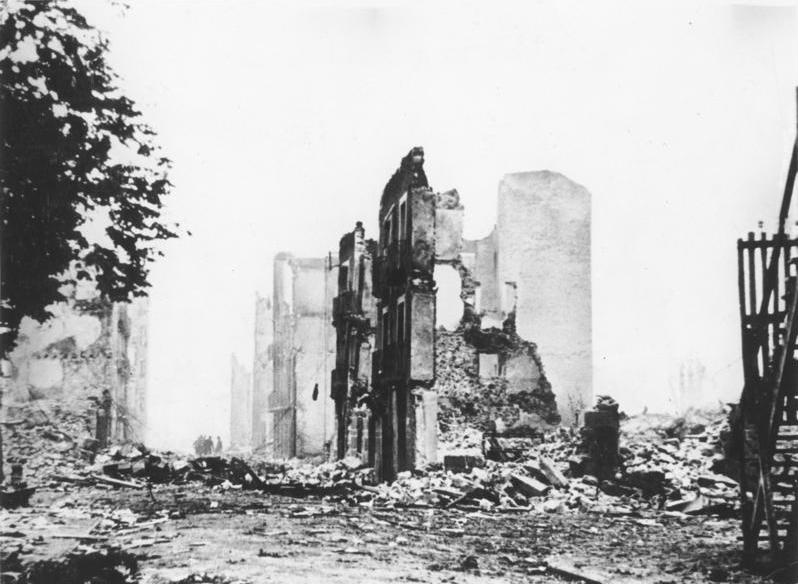
Ruines après le bombardement de Guernica.

La guerre civile espagnole est la première occasion pour la Wehrmacht de se mesurer aux armées adverses. Pour soutenir Francisco Franco, Hitler fait participer les militaires allemands à trois opérations de grande envergure en Espagne. La première, l'opération Feuerzauber (en) (magie du feu) se déroule du 29 juillet au 11 octobre 1936 : mettant en action les trimoteurs Junkers Ju 52 accompagnés d'une escorte de chasseurs, elle permet le transfert de plus de 13 000 hommes des troupes espagnoles basées au Maroc vers Séville. L'escalade connaît sa seconde étape en septembre avec l'envoi des premiers combattants, de techniciens et de matériel de communication lors de l'opération Otto : 24 Panzer I entrent ainsi en Espagne, le nombre d'hommes sur place passe de 600 à 800. Enfin, Hitler donne son accord pour que la légion Condor, constituée de volontaires de la Luftwaffe, prenne part aux combats en octobre 1936. Aux côtés de l'aviation italienne et appuyée par l'Aviazione Legionaria, la légion effectue de nombreux bombardements sur les villes espagnoles, avec entre autres celui de Guernica.
La Kriegsmarine est également mise à contribution dans la guerre : une escadrille allemande est attaquée par l'aviation républicaine le 29 mai 1937, le Deutschland perd 31 hommes et compte 101 blessés. Le navire rentre alors en Allemagne pour réparation pendant que l'Admiral Scheer bombarde la ville d'Almería en représailles.
Au maximum de son engagement, la Wehrmacht dénombre environ 12 000 soldats en Espagne, même si au total 19 000 hommes combattent sur place. L'Allemagne nazie apporte au total 600 avions, 200 chars d'assaut et un millier de pièces d'artillerie aux nationalistes espagnols.

### Politique expansionniste et rôle
Après avoir été nommé chancelier du Reich, Hitler commence immédiatement à conduire une politique dans la droite ligne des théories qu'il a exposées dans Mein Kampf, c'est-à-dire l'annulation du traité de Versailles et la conquête d'un « espace vital » (Lebensraum) pour le peuple allemand. Pour cela, il fait sortir immédiatement l'Allemagne de la Société des Nations et réarme la Wehrmacht. Celle-ci est impliquée pour récupérer la Sarre en 1935 puis la Rhénanie en 1936. Après la ré-occupation de ces régions perdues en 1919, Hitler a de nouvelles envies d'expansion, pour la réalisation desquelles ses forces armées sont nécessaires.

#### Anschluss

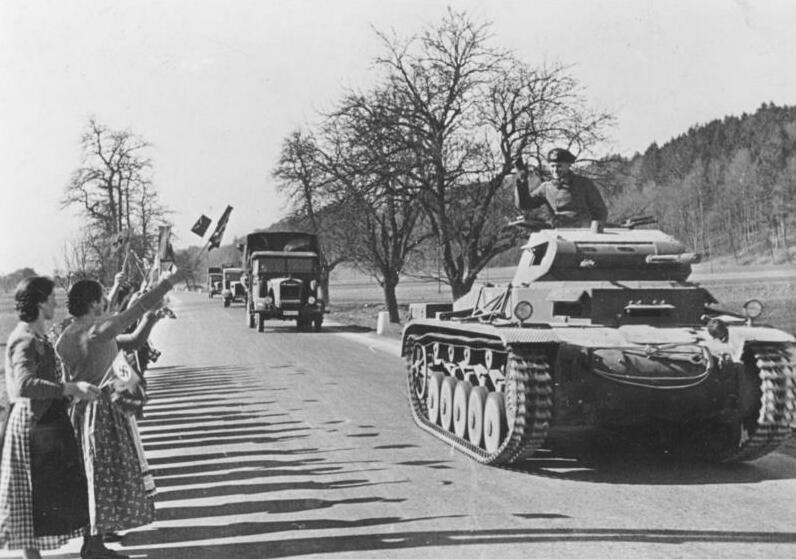
L'Anschluss : une colonne allemande entre en Autriche saluée par quelques femmes.

Dès son arrivée au pouvoir en 1933, Adolf Hitler déclare vouloir rattacher l'Autriche à l'Allemagne. Il est totalement soutenu par le parti nazi autrichien qui dispose d'une grande influence dans le pays. Une première tentative a lieu en 1934, mais le déploiement des troupes italiennes à la frontière de Brennero combiné à une haute estime de l'appareil militaire italien font reculer Hitler. La série d'accords signés en 1938 entre les deux pays donne le consentement tacite de l'Italie et le changement du climat diplomatique international permettent aux troupes allemandes d'entrer sans combattre en Autriche. Le 12 mars, les militaires allemands passent la frontière, le 13 l'annexion est effective après que la croix gammée est hissée sur Vienne. Hitler fait disparaître une nation, grâce à ce Blumenkrieg (guerre des fleurs) tout en portant les limites de la Grande-Allemagne jusqu'à Brennero,. L'intégration des troupes autrichiennes à la Wehrmacht permet d'en augmenter la force.

#### Accords de Munich et marche vers le conflit
Les accords de Munich sont signés le 29 septembre 1938 par Daladier, Chamberlain, Mussolini et Hitler représentant respectivement la France, le Royaume-Uni, l'Italie et l'Allemagne. Ce traité permet de régler la question des Sudètes, région habitée par des Bohémiens de langue germanique, en l'annexant à l'Allemagne.
L'Allemagne invite les autres nations à la table des négociations pour résoudre le problème de manière diplomatique. L'accord prévoit que la zone des Sudètes peut être occupée militairement par l'Allemagne du 1er au 10 octobre, en échange de quoi les Allemands renoncent à d'autres expansions territoriales futures.

#### Sudètes et Tchécoslovaquie

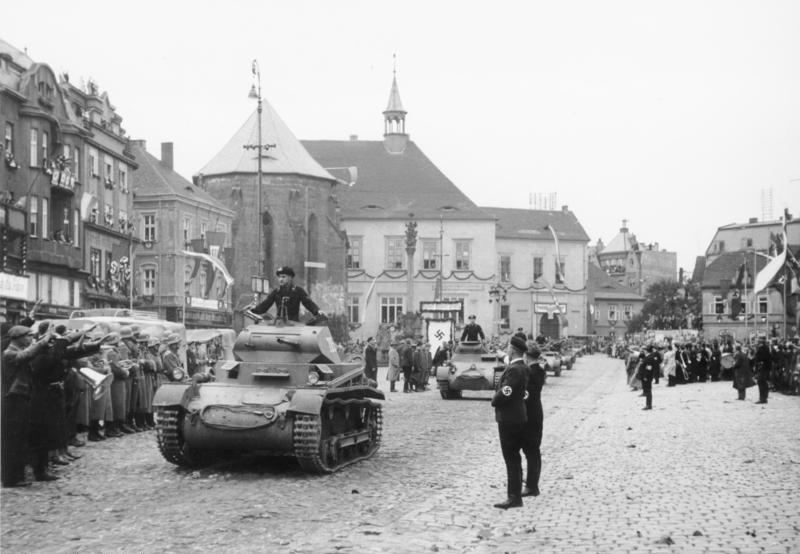
Des troupes allemandes défilent à Komotau (Chomutov) après que la place a été rebaptisée « place Adolf Hitler ».

Le 1er octobre, les troupes allemandes commencent l'occupation des Sudètes. L'opération est prête dans les moindres détails depuis quelques mois déjà, preuve que l'annexion était inéluctable, avec ou sans signatures des accords de Munich.
Les Sudètes, qui comprennent la Bohême, la Moravie et une partie de la Silésie, apportent à l'Armée allemande des ressources minières considérables et également la puissante industrie militaire Škoda. Les usines tchèques fournissent durant la guerre des chars d'assaut par milliers de genre très variés destinés pour la plupart à aller lutter sur le front soviétique. Le chasseur de chars léger de la société familiale Marder dérivé du modèle Škoda LT vz 35 peut être donné en exemple,.
Le protectorat de Bohême-Moravie accueille également des écoles militaires et un centre d'entraînement allemands.

### Seconde Guerre mondiale

#### Invasion de la Pologne

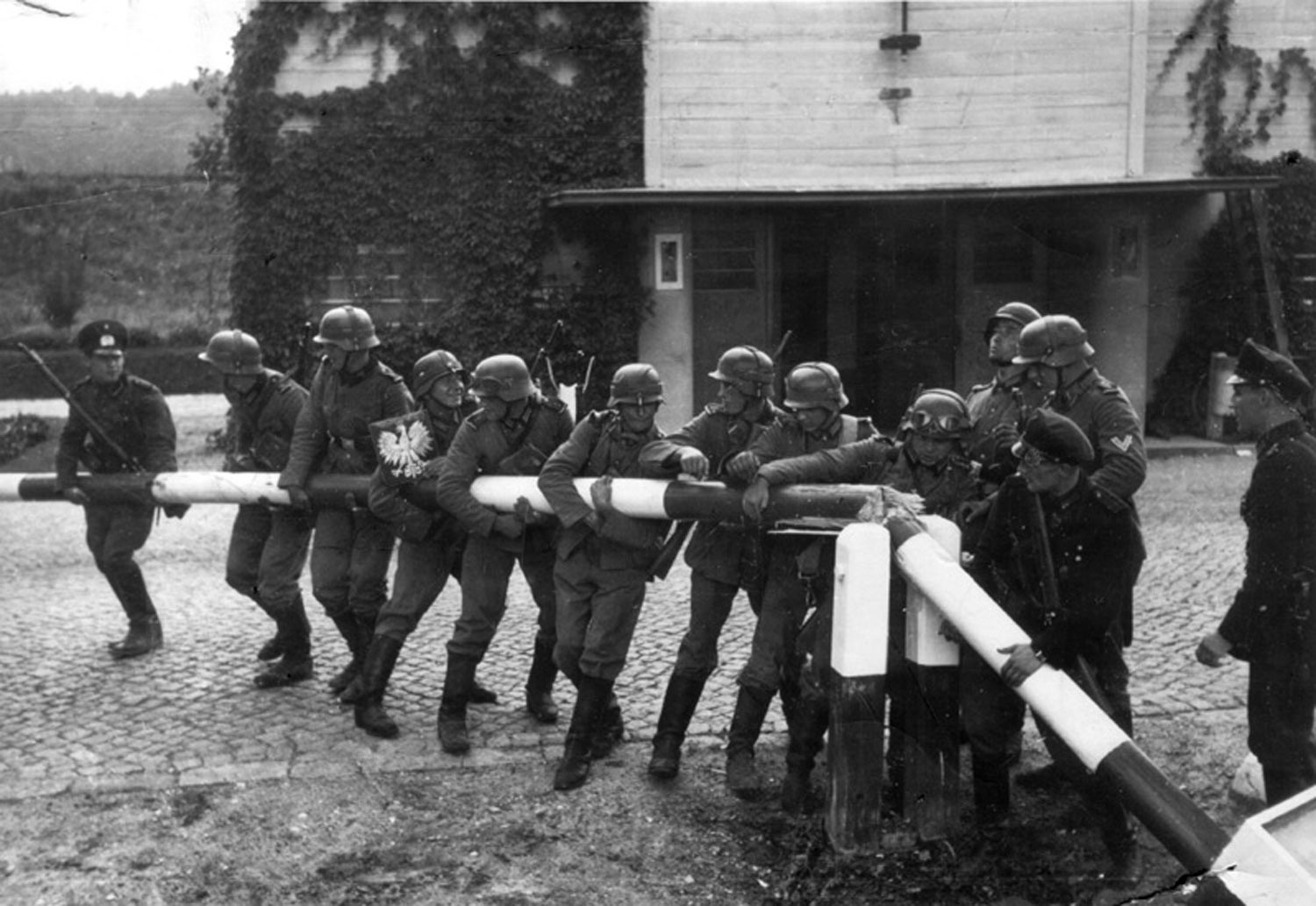
Soldats de la Wehrmacht forçant symboliquement le passage de la frontière polonaise.

Au déclenchement de la Seconde Guerre mondiale, le 1er septembre 1939, l'OKW est présidé par Wilhelm Keitel, l'armée est divisée en deux groupes pour envahir la Pologne : celui du Nord, dirigé par Fedor von Bock, est constitué de 18 divisions : quatre dépendant directement du commandement du groupe d'armées, la 4e armée contient huit divisions d'infanterie et une blindée ainsi que la garde frontalière ; la 3e armée contient elle cinq divisions, trois brigades intégrées, dont une division motorisée : la 2e Infanterie-Division et une blindée : la 3e Panzerdivision. Trois brigades indépendantes renforcent la 3e armée. Le groupe d'armées Sud, dirigé par Gerd von Rundstedt, est constitué de 34 divisions dont quatre blindées : 1re, la 2e, la 4e et la 5e Panzerdivision, et deux motorisées : la 13e Panzerdivision et la 29e division d'infanterie. À ces groupes d'armées vient s'ajouter le groupe Bernolak, slovaque, constitué de trois divisions et d'un groupe mobile.
Ces forces terrestres sont massivement supportées par la Luftwaffe avec environ 2 000 avions, ceci étant à comparer aux 397 appareils dont dispose l'aviation polonaise.
La guerre maritime est par contre très limitée avec pour la Kriegsmarine comme seul fait d'armes l'assaut de la base polonaise de Westerplatte mené par le vieux cuirassé Schleswig-Holstein. C'est pourtant la marine qui déclenche les hostilités dès 4 h du matin en attaquant grâce à quelques contre-torpilleurs la base de Hel. La bataille de Westerplatte se termine le 7 septembre quand sa garnison se rend.
L'armée polonaise résiste à l'invasion pendant 36 jours, mais la Blitzkrieg allemande est imparable. Le monde entier est stupéfait par la rapidité de la victoire. Elle permet à Hitler de réduire au silence les quelques anciens officiers de l'armée qui donnent encore régulièrement des conseils de prudence. Démontrant leur capacité de déplacement et de pénétration en territoire ennemi, les Panzerdivisions, malgré quelques tentatives de contre-attaques des troupes polonaises, ont provoqué la défaite rapide de la Pologne. La majeure partie de l'armée ennemie est encerclée et détruite. Après avoir vaincu la cavalerie polonaise en chemin, les Panzer des généraux Heinz Guderian et Erich Hoepner avancent rapidement vers Varsovie, Vistule et Narew, où ils font la jonction avec les troupes soviétiques conformément au Pacte germano-soviétique. La Wehrmacht enregistre au total 16 000 pertes et 32 000 blessés en Pologne.

#### Guerre des convois

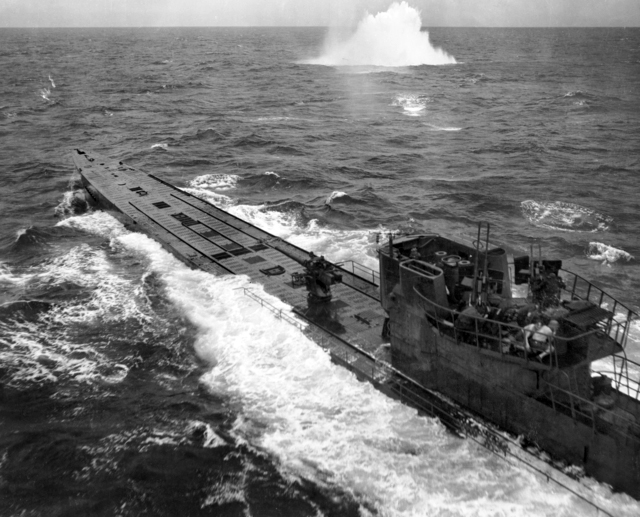
L'U-Boot U-848 attaqué par les forces alliées en 1943.

À partir du 19 août, soit douze jours avant le déclenchement des hostilités en Pologne, les cuirassés légers Deutschland et Graf von Spee ainsi que 18 U-Boote prennent position dans l'océan Atlantique, dans lequel sur l'espace de temps allant du 1er septembre 1939 au 30 mars 1940 ils envoient par le fond environ 753 000 tonnes en navires ennemis. Sur la même période, 317 154 autres tonnes sont coulées dans la Manche et la mer du Nord aussi bien par les avions, que les navires ou les sous-marins allemands.
Ces succès initiaux ne font cependant que masquer l'impréparation de la Kriegsmarine pour affronter les forces alliées : le programme de construction naval, le « plan Z », n'a en effet été lancé officiellement qu'en juin 1939.
Cela est dû au fait que les autres grandes puissances navales, la Grande-Bretagne en particulier, ne sont pas préparées à une guerre. Elles ont besoin de quelques années pour refaire leur retard. Ainsi au début de la guerre beaucoup de grands bâtiments ne sont pas disponibles pour le combat.
Malgré son infériorité numérique, la marine allemande enregistre de grands succès en ce début de guerre. L'invasion de la Norvège marque un sommet dans ces victoires : la domination de la péninsule permet de contrôler le croisement entre la mer de Barents, l'océan Arctique et l'Atlantique.

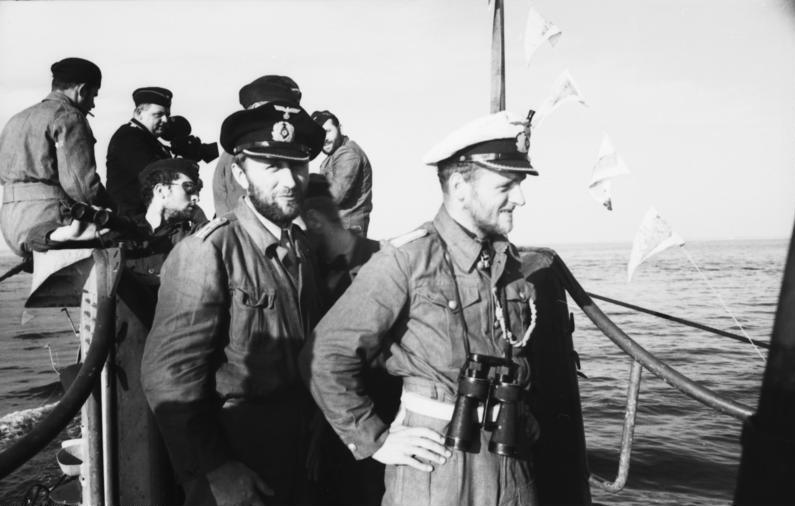
Sur le pont d'un sous-marin allemand : avec sa casquette blanche, le célèbre commandant Erich Topp.

Certaines opérations sont tout d'abord conduites conjointement avec des navires de surface, par exemple le cuirassé Bismarck et Tirpitz ou le cuirassé léger Graf von Spee, le Scharnhorst et le Gneisenau, mais la supériorité des Alliés en matière de tonnage conduit les Allemands à se concentrer sur les U-boot. Les navires de surface obtiennent en général des résultats satisfaisants, comme l'envoi par le fond du Hood durant la bataille du détroit de Danemark le 24 mai 1941, malgré la perte du Bismarck trois jours après. Les croiseurs auxiliaires, comme l'Atlantis, obtiennent également de grands succès. Utilisés comme navires corsaires pour affronter la flotte marchande alliée, ils coulent 140 bateaux pour un total d'environ 700 000 tonnes.
Après 1943, la flotte de surface reste quasiment en permanence à quai, la guerre étant menée essentiellement au moyen des sous-marins. Ces derniers effectuent des opérations allant jusqu'au golfe du Mexique. Toutefois le développement de nouvelles technologies de détection pour contrer les submersibles, combiné à l'augmentation du nombre d'escortes pour protéger les convois, rendent leurs opérations moins efficaces.
À la fin de la guerre, seuls deux grands bâtiments de surface, le cuirassé Prinz Eugen et le croiseur lourd Lützow, sont encore opérationnels, les autres ont été coulés par l'aviation alliée (comme le Tirpitz, l'Admiral Scheer ou l'Admiral Hipper) ou se sont sabordés (comme le Gneisenau) dans les ultimes mois de la guerre afin de bloquer l'entrée des ports. En ce qui concerne les sous-marins, 751 d’entre eux sont coulés durant la guerre soit presque 80 % du total. Parmi les équipages de sous-marins, qui luttent fidèlement jusqu'à la reddition finale, on compte 25 870 morts sur un total de 40 900 hommes embarqués durant la guerre. C'est le pourcentage de pertes le plus élevé de toutes les forces armées en présence durant le conflit. Pourtant, malgré ces pertes importantes, la flotte sous-marine présente un bilan très honorable avec la mise au fond d'environ 2 500 bâtiments ennemis, ce qui représente plus de 13 millions de tonnes de port en lourd, créant ainsi de grandes difficultés chez les Alliés et causant notamment la préoccupation du Premier ministre britannique Winston Churchill,, entravant ou ralentissant sérieusement, du moins jusqu'en 1943, le ravitaillement américain nécessaire pour réaliser l'assaut décisif contre le Troisième Reich en Europe.
La contribution de la Kriegsmarine ne se limite toutefois pas à la guerre maritime. Des unités terrestres ont été en effet créées pour participer aux batailles côtières. En particulier, début 1945, six divisions de « marine », dénommées Marine-Infanterie-Division, sont formées pour des combats d'infanterie durant la phase finale du conflit.
La Luftwaffe participe aussi à la guerre des convois, surtout grâce à son bombardier de reconnaissance à grand rayon d'action : le Focke-Wulf Fw 200, surnommé le « fléau de l'Atlantique ».

#### Victoires initiales

Défilé de la Wehrmacht devant l'Arc de Triomphe à Paris en juin 1940.

Après la victoire en Pologne et la réussite des opérations en Scandinavie, l'Allemagne repositionne le gros de ses troupes à l'ouest pour préparer l'invasion de la France. Après quelques hésitations, marquées par l'impatience de Hitler qui contraste avec la prudence de ses généraux, en mai 1940 la Wehrmacht se lance dans la grande offensive à l'ouest divisée en trois groupes d'armées : le groupe d'armées A, commandé par Gerd von Rundstedt et constitué de 45 divisions dont 7 blindées ; le groupe d'armées B, commandé par Fedor von Bock, constitué de 29 divisions dont trois blindées et le groupe d'armées C dirigé par Wilhelm von Leeb avec 19 divisions. Ce troisième groupe doit maintenir une position défensive sur la ligne Maginot pendant que l'offensive principale se déroule. Celle-ci a été imaginée par le général Erich von Manstein et développée par l'état-major général avec la contribution de Hitler. Le groupe d'armées A doit faire route dans les Ardennes en direction de la Meuse avec le soutien du groupe d'armées B qui pendant ce temps doit envahir la Belgique et les Pays-Bas.
L'offensive occidentale allemande est un succès à la fois époustouflant et inattendu. Les Panzerdivisionen, commandées par des généraux compétents comme Heinz Guderian, Ewald von Kleist et Hermann Hoth, sont concentrées en masse aux points décisifs et mettent en déroute rapidement les défenses alliées. L'armée britannique entre autres est contrainte d'évacuer à Dunkerque, la résistance ennemie est à terre, la France doit abandonner la lutte et signer l'armistice, acceptant ainsi l'occupation allemande.
À partir du 9 avril, date à laquelle les troupes allemandes commencent à envahir le Danemark et la Norvège, jusqu'au 22 juin 1940 date à laquelle la France signe l'armistice, l'Armée allemande démontre sa supériorité aussi bien en termes d'organisation que de tactique. Elle perd ainsi 5 650 hommes en Norvège, alors qu'en France, Belgique et Pays-Bas 27 100 soldats meurent, 111 000 sont blessés et 18 300 sont portés disparus alors que dans le même temps elle met la main sur un butin en matière de matériel militaire très important et fait des millions de prisonniers de guerre. Hitler y gagne une grande victoire politico-stratégique, récoltant au passage une meilleure acceptation et un prestige aussi en tant que chef de guerre. Pourtant il montre pendant la campagne parfois de l'indécision et un manque de sûreté. Ces victoires renforcent aussi sa confiance et sa volonté expansionniste mondiale. Il est également moins contredit par les généraux de la Wehrmacht, désormais convaincus de la supériorité de leur machine de guerre et de la capacité du Führer.

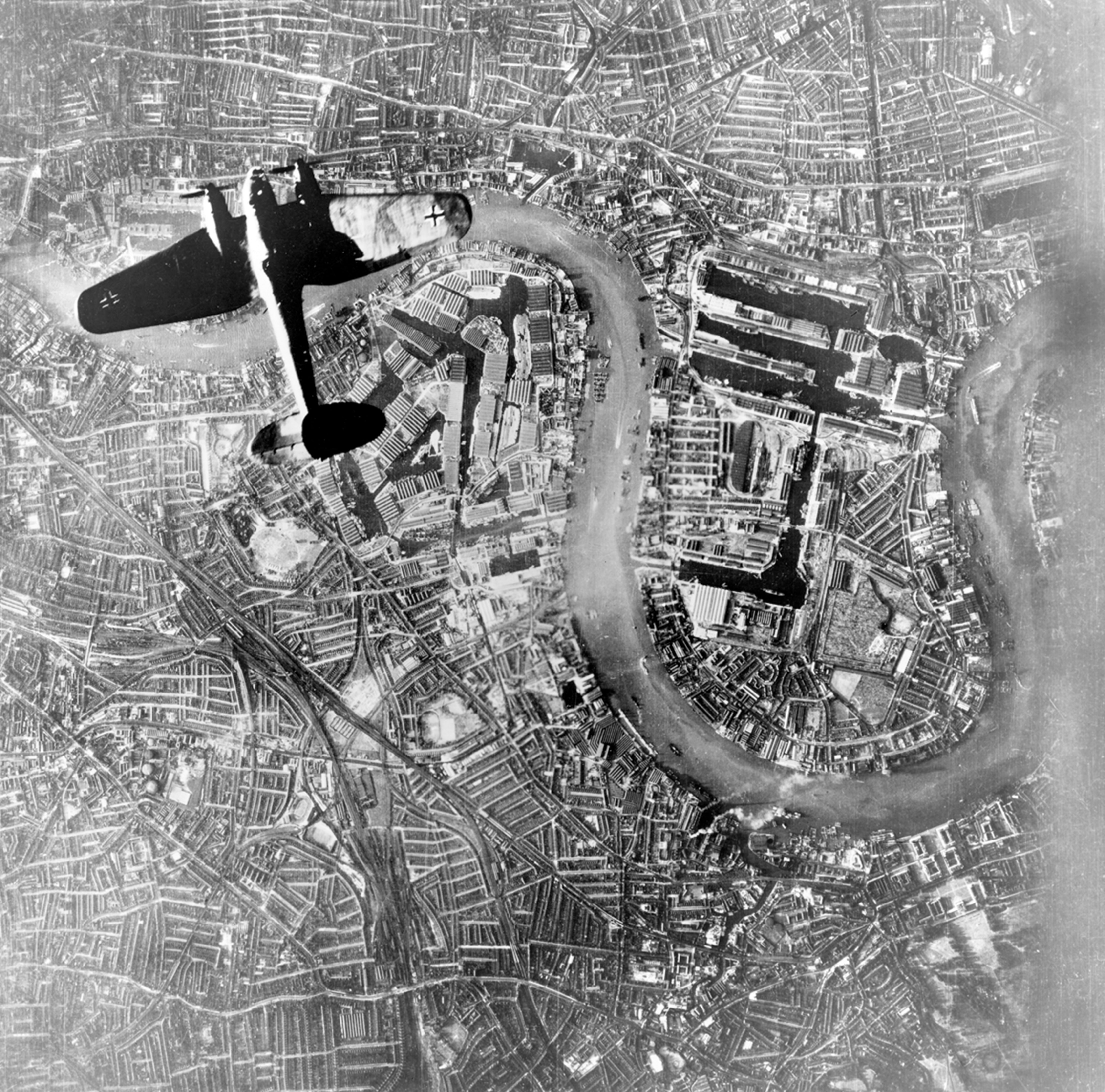
Photomontage d'un Heinkel 111 de la Luftwaffe survolant Londres.

Après la victoire sur le front occidental, la Wehrmacht planifie un débarquement en Grande-Bretagne, alors le seul ennemi encore en état de combattre le Troisième Reich. C'est l'opération opération. Hitler montre alors une certaine indécision sur les options stratégiques et politiques à prendre. Après l'échec en septembre 1940 des plans d'attaque aérienne de la Luftwaffe (bataille d'Angleterre) organisée et dirigée de manière peu cohérente par Göring, le chancelier prend la décision d'annuler les projets de débarquement. Les troupes stationnées sur les côtes françaises sont ainsi retirées progressivement et transférées vers d'autres destinations pour mener d'autres opérations.
L'abandon des projets d'invasion des îles Britanniques conduit à une remise à plat complète des plans de Hitler et de l'OKW : durant l’automne 1940 il organise les opérations pour intervenir en Roumanie, au Portugal, conquérir Gibraltar et occuper la zone libre en France. La Wehrmacht compte également soutenir son allié italien, qui est en difficulté après avoir subi une série de défaites face aux Britanniques et aux Grecs, aussi bien en mer Méditerranée qu'en Libye, en Grèce et en Albanie. En fait Hitler dès la fin juillet pense à une autre solution qu'il communique à ses collaborateurs les plus proches : après la victoire sur l'Ouest, le Führer estime la situation stabilisée en Europe et projette de lancer une grande attaque vers l'est afin de conquérir l'« espace vital » nécessaire au peuple allemand en prenant les vastes plaines orientales aux peuples slaves qui seraient annihilés et déportés.
Cette offensive gigantesque contre l'Union soviétique serait déclenchée au printemps 1941 et utiliserait massivement le potentiel des forces terrestres de la Wehrmacht. Son infanterie est renforcée, les troupes motorisées également, mais ce sont surtout les Panzerdivision qui voient leur nombre passer de dix à vingt et une et sont équipées de chars plus puissants et plus efficaces même si ces nouveaux modèles restent minoritaires dans les divisions. Durant la période nécessaire à la destruction de l'ennemi idéologico-racial oriental, la Kriegsmarine et la majeure partie de la Luftwaffe seraient affectées à la lutte contre les Britanniques pour menacer les voies de communication de ceux-ci et rejeter les tentatives d'attaques aériennes contre l'Europe occupée.

#### Interventions en aide à l'Italie

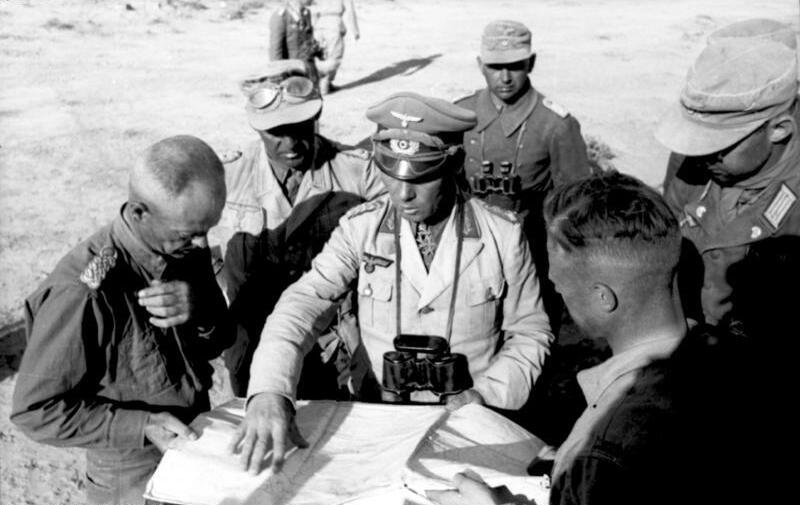
Au centre de la photo le général Rommel, commandant du Deutsches Afrika Korps, discute avec son état-major pendant la campagne du désert.

Afin de renforcer son flanc méridional en vue de l'invasion de l'Union soviétique, Hitler contraint le prince Paul de Yougoslavie, régent du royaume de Yougoslavie, à s'aligner sur les forces de l'Axe. Cependant à la fin du mois de mars 1941, ce dernier est renversé par un groupe d'officiers militaires yougoslaves favorables à la Grande-Bretagne qui proclament roi le prince Pierre Karageorgević. La riposte du chancelier allemand est immédiate et efficace : le 6 avril 1941, vingt divisions de la Wehrmacht, dont cinq blindées, entrent en Yougoslavie et écrasent toute résistance : le 17 avril la Yougoslavie capitule. Seuls 558 soldats allemands sont tombés au combat, l'armée yougoslave est détruite, près de 345 000 hommes sont faits prisonniers.

Au même moment, afin de soutenir son allié italien embourbé depuis des mois dans une âpre guerre de position contre l'armée grecque soutenue par l'arrivée d'un corps militaire britannique, le 6 avril 1941 la Wehrmacht envahit la Grèce avec la 12e armée conduite par le général Wilhelm List et possédant trois divisions blindées. C'est l'opération Marita. Une fois la résistance initiale vaincue, l'Armée allemande conclut rapidement la campagne : les troupes britanniques sont contraintes à la retraite par la mer le 22 avril afin d'éviter l'annihilation. Les Grecs luttent contre les Italiens dans la région de l'Épire avant de capituler le 20 avril ; la capitulation totale de l'armée grecque a lieu à Thessalonique le 24 avril 1941.
La campagne se termine par la bataille de Crète, qui est conclue grâce aux parachutistes allemands le 1er juin après une violente bataille. Il s'agit de la première invasion aérotransportée de l'histoire.
Entre-temps, le 12 février 1941, le général Erwin Rommel arrive à Tripoli pour y prendre le commandement du corps d'expédition allemand arrivé en Afrique du Nord pour soutenir les Italiens qui sont en difficultés depuis la contre-attaque britannique qui a conduit à la défaite les troupes du maréchal Graziani et la perte de la totalité de la région de Cyrénaïque. Deux jours après l'arrivée des premières unités de combat, qui devient par la suite le fameux Deutsche Afrika Korps, le général allemand lance le 13 mars une offensive contre les Britanniques avec la 5e Leichtedivision (qui est arrivée progressivement et est composée d'un régiment de blindés, de deux bataillons de reconnaissance, de trois batteries d'artillerie de campagne, d'un bataillon antiaérien, de deux bataillons mitrailleurs ainsi que quelques unités diverses) et de deux divisions italiennes. Après quelques victoires brillantes qui permettent de reconquérir une grande partie de la Cyrénaïque les forces de l'Axe sont arrêtées dans leur progression par les Britanniques à Tobrouk. Dans les mois suivants, l'Afrika Korps est renforcé progressivement par l'arrivée de la 21e Panzerdivision, de la 164e division d'infanterie et de la 90e division légère, ainsi que de la brigade de parachutiste Ramcke, auxquels s'ajoutent encore quelques troupes éparses.

#### Invasion de l'Union soviétique

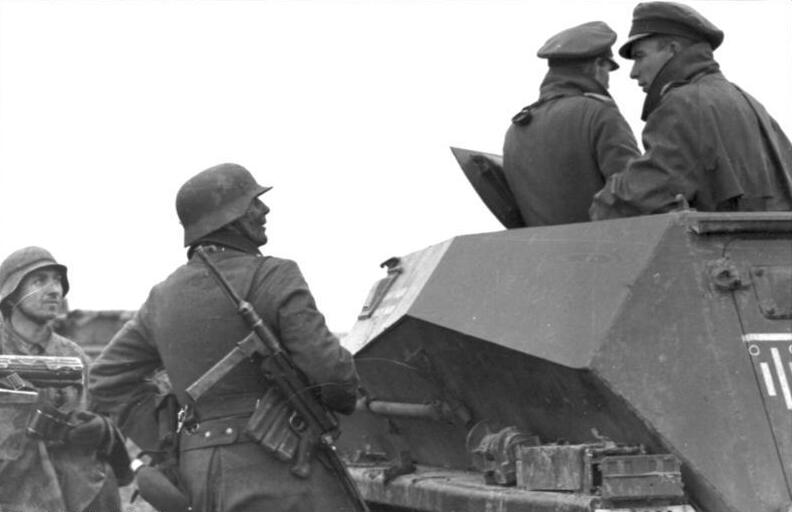
Soldats de la Wehrmacht en action sur le front de l'Est en 1941.

Le 22 juin 1941 à 3 h 15 du matin, l'opération Barbarossa est lancée, c'est la plus grande invasion de l'histoire militaire : pour attaquer l'Union soviétique l'Armée allemande peut s'appuyer sur 120 divisions d'infanterie, 14 divisions motorisées et 19 divisions blindées, soit un total de 3 680 chars d'assaut et 3 400 000 hommes. Les troupes allemandes sont réparties en trois groupes d'armées qui doivent opérer sur un large front ; leurs objectifs sont la destruction de l'Armée rouge et la conquête de tous les territoires à l'ouest de la ligne Volga-Arkhangelsk. Prise par surprise, et à cause de graves erreurs dans les décisions politico-militaires de Staline et de ses généraux, l'Armée rouge est sur le point de connaître une défaite totale et subit des pertes énormes : les colonnes de chars allemands avancent loin dans le pays et encerclent une grande partie de la première ligne de l'armée soviétique qui est ainsi quasiment complètement détruite à Minsk, Ouman et Kiev.
En l'espace de trois mois, l'Armée rouge perd 4,3 millions de soldats, parmi eux quasiment trois millions sont morts ou capturés, l'avant-garde de la Wehrmacht est aux portes de Moscou. Toutefois, malgré ces grands succès — conquête de l'Ukraine, des pays baltes et de la Biélorussie — l'Armée allemande à la fin de l'été n'a réussi ni à atteindre ses objectifs stratégiques initiaux ni à mettre un terme à la résistance de l'armée dans les pays soviétiques. L'Armée rouge, qui subit pourtant de nouvelles défaites, parvient durant l'automne à renforcer ses défenses et à ralentir l'avancée allemande.
La bataille de Moscou, menée dans des conditions climatiques empirant de jour en jour, conduit l'Armée allemande, mal équipée pour l'hiver russe, au devant de graves difficultés. Cependant, l'historiographie récente, comme le souligne Jean Lopez, relativise l'explication de l'échec de la Wehrmacht devant la capitale soviétique par "le général hiver". En effet, la résistance de l'Armée rouge démontre de réelles qualités stratégiques, alors que les troupes allemandes sont épuisées et que leurs lignes de ravitaillement sont perturbées. S'y ajoute, comme le note Jean Lopez, le retournement d'une partie de la population soviétique, plutôt attentiste au moment de l'invasion, qui subit les atrocités et la brutalité de l'occupant. La bataille de Moscou se conclut à la fin de l'année par la première défaite importante sur le plan stratégique de la Wehrmacht. Le 5 décembre les troupes soviétiques contre-attaquent, contraignant les Allemands à battre en retraite et à abandonner de grandes quantités d'équipement et de matériel. Pour la première fois durant la Seconde Guerre mondiale la campagne ne se conclut pas par une victoire allemande ; le front de l'Est reste indécis et mobilise une grande partie des forces allemandes pour le reste de la guerre. La Wehrmacht subit des pertes importantes : elles s'élèvent au 31 décembre 1941 à 830 000 soldats dont 173 000 morts et 35 000 disparus. Le 28 février 1942, le chiffre est de 1 005 000 hommes perdus, dont 202 000 morts et 46 000 disparus.

#### Défaites décisives

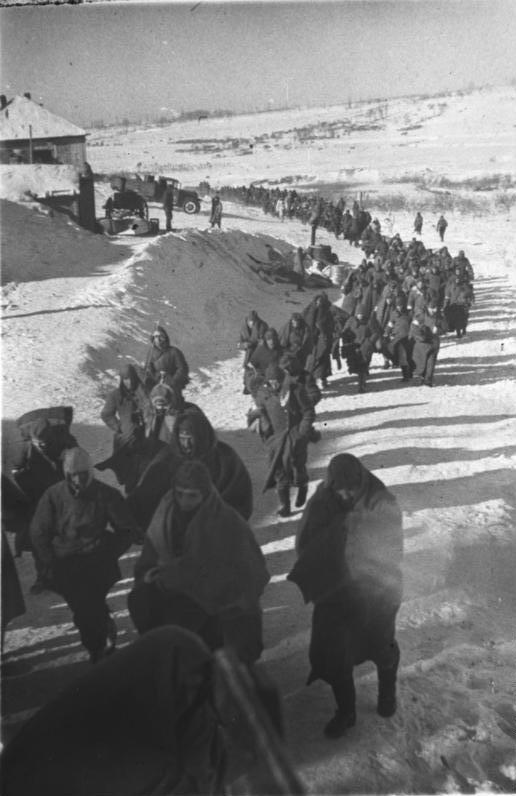
Prisonniers allemands capturés pendant la bataille de Stalingrad.

Après avoir connu des fortunes diverses en Afrique du Nord, les forces italo-allemandes du général Rommel gagnent des batailles qui semblent décisives au printemps 1942. Elles infligent ainsi une défaite à l'armée britannique dans la bataille de Gazala et reconquiert ainsi la Cyrénaïque avec notamment la prise de la place forte de Tobrouk le 20 juin. Les détachements blindés de l'Afrikakorps passent rapidement la frontière égyptienne, mais à cause de l'épuisement des ressources et des renforts chez l'ennemi, l'offensive est arrêtée à El-Alamein, situé à 160 km d'Alexandrie.
Après la chute de Tobrouk, Rommel espère recevoir du ravitaillement, qui doit parcourir les lignes de communication terrestres (longues de 2 500 km à partir de Tripoli et de 1 000 km depuis Benghazi) après avoir terminé la dangereuse traversée de Méditerranée au niveau du détroit de Sicile, capturant au passage du matériel et de l'équipement à l'ennemi,. Une partie du problème de ravitaillement est à mettre à la charge de Rommel, qui décide de poursuivre subitement l'avancée en Égypte, demandant l'abandon du projet d'opération dit Herkules, prévoyant l'invasion de Malte, depuis laquelle les forces aériennes et navales britanniques interceptent ou attaquent les convois de ravitaillement de l'Axe.
Après la première et la seconde bataille d'El Alamein, les forces de l'Axe doivent se retirer face à la pression qu'exerce la 8e armée britannique. Elles sont par la suite également menacées par le débarquement allié au Maroc.
Les forces de l'Axe abandonnent ensuite à la fois Tripoli et la Libye pour retourner en Tunisie afin d'y continuer la lutte ; les divisions blindées allemandes remportent encore quelques succès importants sur le plan tactique sur les troupes américaines qui viennent d'entrer en action, par exemple bataille de Sidi Bouzid et Kasserine. Le DAK est devenu entre-temps Panzerarmee Afrika puis Deutsch-Italienische Panzerarmee et Heeresgruppe Afrika à la tête duquel se succèdent après Rommel différents généraux avant d'être incorporé au reste des troupes de l'Axe en mai 1943.
La perte de l'Afrique du Nord et l'invasion de la Sicile par les Alliés mettent les Allemands dans une position difficile. Afin de faire de l'Italie un État tampon contre les forces alliées, les Allemands font venir des divisions prêtes à prendre le contrôle du pays après que le gouvernement italien a signé l'armistice de Cassibile le 8 septembre 1943. L'Armée allemande commandée par le Generalfeldmarschall Albert Kesselring profite de l'indécision alliée pour améliorer le dispositif défensif italien en construisant une série de lignes de défense le long de la péninsule, retardant ainsi l'avancée des Alliés jusqu'en avril 1945.

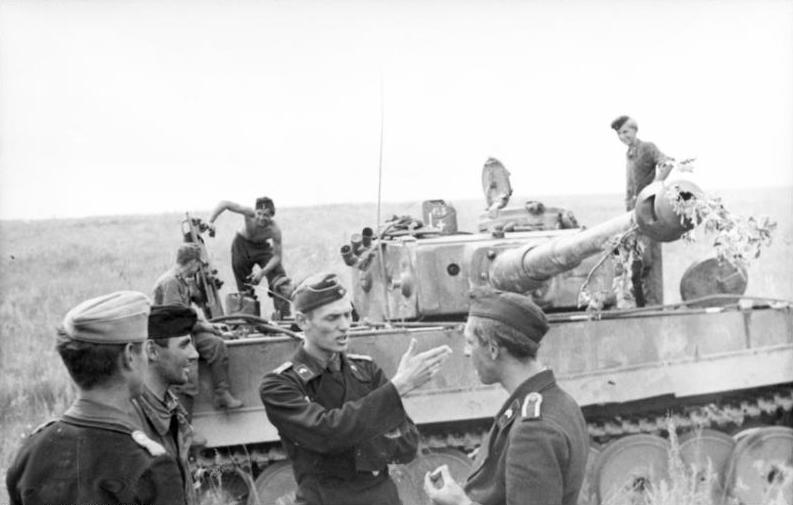
Soldats allemands en discussion devant un char Tiger avant la bataille de Koursk sur le front de l'Est, 21 juin 1943.

En 1942, la Wehrmacht fait une nouvelle tentative pour vaincre définitivement l'Union soviétique, c'est l'opération Fall Blau. Les attaques se concentrent surtout sur le secteur méridional du front de l'Est. Le plan de Hitler prévoit la conquête du centre industriel qu'est Stalingrad et le Caucase doté d'importantes ressources pétrolières et minières. L'offensive, entamée par de francs succès, perd de son élan sans parvenir à obtenir une victoire décisive. Au contraire, les troupes allemandes doivent faire face à une forte résistance soviétique, particulièrement à Stalingrad. Elles perdent en puissance et s'exposent ainsi à la contre-offensive hivernale de l'Armée rouge. Le 19 novembre 1942 les Soviétiques lancent la grande opération Uranus qui prend en tenaille la 6e armée ennemie. Au lieu de permettre à l'armée encerclée de battre en retraite afin d'éviter sa destruction, Hitler insiste pour continuer le combat sur cette position : malgré les tentatives de secours et défense héroïque des troupes allemandes commandées par le général Paulus, le reste de la 6e armée est finalement contraint de rendre les armes face à l'Armée rouge le 2 février 1943. La défaite de Stalingrad signe un tournant décisif, aussi bien sur le plan militaire que politique ou psychologique en faveur de l'Armée rouge dans la guerre sur le front de l'Est ,. Certes, les troupes allemandes sont encore capables de quelques succès (notamment la reprise de Kharkov) au printemps 1943. Cependant, les soldats sont désormais marqués par la peur de se retrouver encerclés et la disproportion des forces en présence penche désormais de manière écrasante en faveur de l'Armée rouge. Les alliés de l'Allemagne commencent à se désengager - les troupes italiennes et roumaines ayant subi de lourdes pertes lors de la contre-offensive soviétique.
Passées sa déroute à Stalingrad et les défaites successives subies début 1943, la Wehrmacht réussit finalement à stabiliser le front de l'Est en mars puis réorganise ses forces durant le printemps, si bien que l'été suivant l'Armée allemande dispose de 3 400 000 hommes sur le front de l'Est (soit les trois quarts de l'ensemble de ses troupes) et 4 000 chars d'assaut. Durant cette trêve, le commandement allemand a préparé l'opération Zitadelle, l'attaque de Koursk qui doit lui permettre d'obtenir une grande victoire stratégique. L'offensive n'est pas couronnée de succès, les forces allemandes subissent de lourdes pertes sans résultat probant. La bataille de Koursk et les combats qui suivent dans la région de Kharkiv et Orel affaiblissent fortement les divisions blindées allemandes : plus de 1 000 chars d'assaut sont détruits dans les mois de juillet et août 1943. Après la défaite de Koursk, les Allemands perdent définitivement l'initiative stratégique sur le front oriental et sont contraints de se replier face à l'offensive continue de l'Armée rouge.

#### Contre-offensive alliée

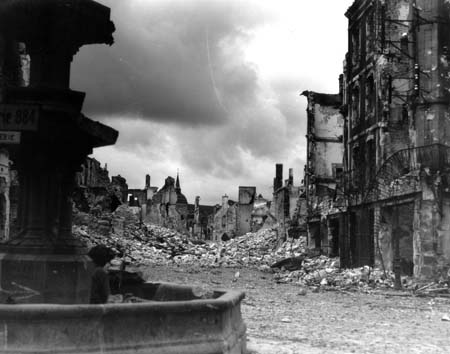
Place centrale de la ville de Falaise, en Normandie, le 16 août 1944.

À partir du second semestre 1943, la situation de l'Allemagne s'aggrave également dans l'espace aérien européen. Le Bomber Command britannique et la toujours plus présente United States Army Air Forces augmentent continuellement leurs bombardements stratégiques sur les régions occupées et surtout sur le Reich lui-même. Les villes s'y trouvant sont dévastées et l'industrie est considérablement affaiblie. Malgré les efforts pour renforcer la défense, la puissance aérienne grâce à des avions toujours plus modernes et l'engagement sans faille des pilotes allemands, les chasseurs diurnes et nocturnes de la Luftwaffe toujours en infériorité aussi bien numérique que technique mais aussi à cause d'erreurs dans la stratégie et la planification de Göring et de ses généraux, ne sont pas en mesure d'arrêter la destruction des villes allemandes et les pertes civiles importantes qui l'accompagnent.
Après la défaite de la France pendant l'été 1940, l'abandon des plans allemands de débarquement en Angleterre et la décision de Hitler d'attaquer l'Union soviétique avec la majorité des forces de la Wehrmacht, l'Armée allemande assure surtout un rôle défensif en Europe occidentale. Initialement la France est principalement un territoire permettant de réorganiser les divisions qui reviennent du front de l'Est, cependant à partir de l'automne 1943 l'OKW commence à prendre des mesures défensives, comme la construction du mur de l'Atlantique, pour s'opposer à une invasion des forces anglo-saxonnes.

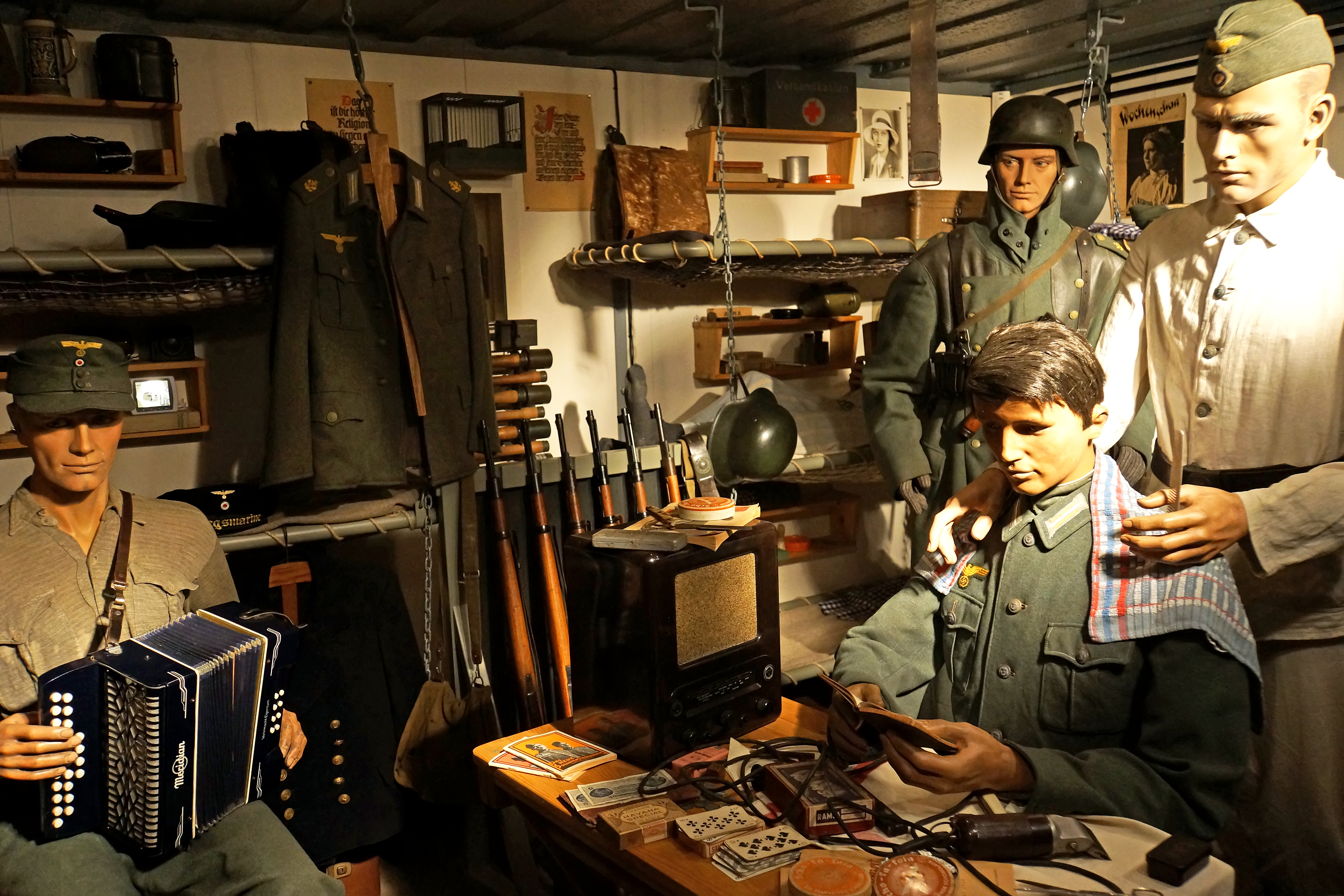
Dans l'attente du débarquement, la vie dans les bunkers du mur de l'Atlantique est monotone et difficile : la nourriture et les cigarettes, les jeux ou la musique sont essentiels à l'entretien du moral des troupes.

Les forces allemandes, en nombre limité, sont surprises le 6 juin 1944 par le débarquement de Normandie, le commandement allemand s'attendant plutôt à une invasion dans la région du Pas-de-Calais. Malgré l'écrasante supériorité ennemie, aussi bien en moyens qu'en nombre d'hommes, Hitler impose à ses troupes de résister sur les lieux du débarquement. Ainsi pendant deux mois l'Armée allemande se bat pour tenter d'éviter la défaite sur le front de l'invasion. En août, l'attaque d'Avranches et le désastre de Falaise provoquent la défaite totale de la Wehrmacht, mettant en lumière une fois encore le manque de réalisme des ordres du Führer. Les forces allemandes restantes doivent alors se replier précipitamment vers les frontières allemandes durant l’automne 1944, abandonnant ainsi une grande part des territoires occupés. Dans la manœuvre, la Wehrmacht perd beaucoup d'hommes et de moyens. L'attitude du général responsable de la défense de Paris, Dietrich von Choltitz (qui négocie secrètement avec la Résistance française en août 1944 et livre Paris quasiment sans destruction aux Alliés) montre que les officiers supérieurs ne se faisaient plus d'illusion sur l'issue de la guerre à l'ouest.
La majeure partie des forces allemandes reste engagée sur le front Est, où durant l'hiver 1943-1944 elle doit combattre dans toute une série de batailles sanglantes qui se concluent par neuf débâcles, la perte de la totalité de l'Ukraine et de la Crimée, et le repli aux frontières roumaines. Pendant l'été 1944, au moment du débarquement allié, l'Armée rouge commence la grande offensive qui doit provoquer la défaite du groupe d'armées Centre, la libération de la Biélorussie, la conquête des pays baltes et atteindre les limites de la Prusse-Orientale. L'action s'intitule « opération Bagration ». Celle-ci constitue la défaite la plus dévastatrice qu'ait connue la Wehrmacht, qui perd une grande partie du matériel stationné en Biélorussie et en Pologne orientale, ainsi que 400 000 à 500 000 hommes (même si les estimations sont complexes), soit près d'un quart des forces engagées à l'est. Le chiffre est d'autant plus catastrophique pour les troupes allemandes qu'il comprend de nombreux militaires expérimentés, qui ne peuvent plus être remplacés à ce stade de la guerre. L'effondrement consécutif à l'opération Bagration explique en partie, chez les officiers hostiles au régime et désormais conscients de l'imminence de la défaite, l'accélération du complot contre Hitler et la tentative de coup d'État le 20 juillet 1944. Les forces allemandes qui refluent sur le territoire polonais s'engagent à partir d'août 1944 dans une sauvage répression du soulèvement de Varsovie, multipliant les crimes contre l'humanité.
Le groupe d'armées Nord se retrouve brièvement isolé par l'offensive (l'Armée rouge atteint la mer Baltique le 28 juillet, avant d'en être momentanément repoussée). Ceci condamne les troupes allemandes à se retirer rapidement des pays baltes, à l'exception de la poche de Courlande qui résiste jusqu'à la fin de la guerre, immobilisant des moyens non négligeables de la Wehrmacht mais aussi de la Kriegsmarine. La frontière de la Prusse Orientale est atteinte, les villages les plus à l'est de cette région du Reich étant même conquis par l'Armée rouge dès l'automne 1944. Ceci occasionne les premières exactions de soldats soviétiques sur la population allemande, qui jouent un rôle non négligeable dans la résistance acharnée de la Wehrmacht jusqu'à la défaite finale sur le front de l'Est.
La situation allemande se dégrade également dans les Balkans : les Soviétiques envahissent la Roumanie, qui quitte rapidement le camp allemand, et la Bulgarie. L'Armée allemande doit également abandonner la Grèce et la Yougoslavie afin de se replier en Hongrie où elle organise sa défense devant la ville de Budapest.
La Wehrmacht perd quasiment un million d'hommes sur le front oriental durant la seconde moitié de l'année 1944, elle réussit cependant à stabiliser momentanément le front sur la Vistule et la Narew. Cependant, cette stabilisation cache la ruine à court terme de la machine de guerre nazie. L'offensive Bagration ouvre en effet une période d'attrition inédite pour les forces militaires allemandes: 50 % de leurs pertes totales durant la Seconde Guerre mondiale se produisent entre le début de l'opération soviétique de l'été 1944 et la fin du conflit au printemps 1945. Cela eut trois conséquences majeures : l'épuisement des réserves disponibles dans le Reich pour le remplacement des pertes (ce qui força à enrôler des travailleurs du secteur de l'armement, pesant sur sa production), une tendance croissante à la reddition chez les soldats de la Wehrmacht confrontés aux pertes de plus en plus massives dans leurs unités (plus nettement à l'ouest, où elles étaient moins élevées, qu'à l'est cependant), et la dégradation du moral de la société allemande, confrontée aux nouvelles incessantes de soldats morts ou capturés. De plus, la pénurie de militaires expérimentés, décimés par l'opération Bagration et le débarquement en Normandie, favorise les pertes chez des recrues hâtivement envoyées au front, de moins en moins bien encadrées. Du côté du haut commandement, dont une grande partie avait déjà compris que la guerre était perdue depuis 1943 au moins, l'ampleur des pertes humaines, matérielles et territoriales en 1944 conduit à une réduction drastique des possibilités opérationnelles et à des paris stratégiques de moins en moins réalistes. Du côté des troupes, les raisons de tenir dans un conflit sans espoir sont complexes, mêlant racisme féroce face aux "sous-hommes" de l'est, crainte des représailles face aux atrocités commises par le régime nazi dans les territoires occupés (que les soldats connaissaient parfaitement) et peur face à un appareil répressif radicalisé par la tentative d'assassinat du 20 juillet 1944 et les revers successifs

#### Effondrement et la défaite finale

Le Reichstag après la bataille de Berlin.

À la fin de l'année 1944, le front occidental est également stabilisé, l'ultime plan d'offensive allemande est élaboré pour le front ouest : la bataille des Ardennes. Celle-ci est liée à un triple pari : les Américains seraient l'allié le plus "fragile" de la coalition antinazie, une paix négociée avec l'ouest serait encore envisageable à ce stade de la guerre, les troupes allemandes seraient capables de "tenir" sur le front de l'Est suffisamment longtemps. Cette stratégie extrêmement aléatoire se voit affecter les dernières réserves humaines et matérielles du IIIe Reich, qui joue son va-tout, espérant profiter du fait que les forces alliées pensent les Allemands désormais incapables de mener une offensive. Après quelques succès, l'opération se solde par un échec, les troupes allemandes doivent se replier derrière le Rhin. La défaillance de la force aérienne, le déclin de la production industrielle à partir de la fin 1944, et le manque du matériel nécessaire à la poursuite de la guerre rendent la défaite inéluctable à court terme face à la supériorité écrasante des Alliés. Le 7 mars 1945 les troupes américaines passent le Rhin à Remagen ; dans les semaines suivantes les forces alliées se répandent dans tout l'Ouest de l'Allemagne. Elles luttent contre une résistance toujours plus faible des troupes restantes de la Wehrmacht - d'autant que celles-ci préfèrent être faites prisonnières par les troupes anglo-américaines plutôt que par les Soviétiques -, une partie des civils souhaitant désormais la fin des combats. En avril les Américains atteignent l'Elbe, où, ayant reçu des ordres, ils arrêtent leur progression pendant que d'autres troupes occupent Hambourg, Nuremberg et Munich.
Le 12 janvier 1945 l'Armée rouge lance son ultime offensive hivernale sur le front de l'Est ; les forces de la Wehrmacht, en grave infériorité aussi bien en termes de moyens que d'hommes, subissent une lourde défaite sur les rives de la Vistule et doivent se replier vers l'Oder où elles reconstituent mi-février un front stable pour bloquer la route de Berlin. À la différence du front de l'Ouest, où la désagrégation de l'appareil militaire se généralise à partir de mars 1945, en Prusse-Orientale, Poméranie et Silésie, les soldats allemands combattent avec acharnement jusqu'en avril. La défense de ces régions appartenant historiquement au Reich et la protection de la population sous-tendent cette résistance malgré une défaite qui ne faisait plus de doute. Les navires de la Kriegsmarine interviennent alors de manière efficace, contribuant avec leur puissance de feu à la défense et permettant l'évacuation de centaines de milliers de soldats et de civils avant l'arrivée des troupes soviétiques. Königsberg tombe le 9 avril : la ville est évacuée par la mer depuis le 15 janvier, 300 000 soldats et 962 000 civils ont ainsi pu s'enfuir.
À partir de février, la Wehrmacht transfère la plus grande partie de ses effectifs sur le front de l'Est afin d'y mener l'ultime bataille : la défense de la capitale du Reich, et d'arrêter l'invasion de l'Allemagne par l'Armée rouge. La bataille de Berlin commence le 16 avril, le 13 déjà les Soviétiques occupent Vienne après avoir repoussé une dernière contre-attaque des Panzerdivision en mars en Hongrie. Après qu'ils ont perdu énormément d'hommes, la capitale est finalement encerclée par eux et conquise après de longs combats urbains. Hitler, cloîtré dans le bunker de la chancellerie, se donne la mort le 30 avril. Le 2 mai 1945 l'armée soviétique prend définitivement le contrôle de la ville.
Après le triple effondrement à l'été 1944 (opération Bagration à l'est, bataille de Normandie et campagne d'Italie à l'ouest), le moral des unités combattantes devient une préoccupation importante des cadres du régime, d'autant que l'offensive en Biélorussie a vu pour la première fois depuis l'échec de l'Afrikakorps en 1943 des redditions en masse de troupes allemandes. Ses responsables mènent parallèlement deux types d'actions pour y faire face : le renforcement de la terreur d'une part, et l'intensification de campagnes de propagande de l'autre. Au mois de mars 1945, Goebbels, appuyé par Bormann, tentent de développer des argumentaires à destination des unités engagées sur les fronts occidentaux, argumentaire diffusé par des orateurs du parti attachés auprès d'unités combattantes. Sont ainsi mises en avant les réserves en hommes et en matériel dont dispose le Reich dans le conflit, les armes nouvelles ou encore la nécessité pour les troupes occidentales de se déployer sur de vastes superficies. Cependant, le déploiement de la propagande, par le biais de cette « action orateurs », suscite de très nombreuses réserves aussi bien des soldats que des civils : le journal d'un officier subalterne en poste dans une unité engagée sur le front de l'Ouest, mais plus encore les rapports parvenant au ministère de Goebbels attestent de l'inefficacité relative de cette propagande au sein des unités combattantes. Sur le front de l'Est, le moral n'est guère meilleur, les désertions et les pillages semblent devenus fréquents, malgré les contrôles encore exercés par le parti et ses organisations. Dans ce contexte, les troupes engagées à l'ouest sont témoins des efforts de la population civile pour tenter de mettre fin à la guerre le plus vite possible. Il peut être évoqué une véritable "désagrégation" de la Wehrmacht dans les derniers mois de la guerre, comme le montrent les sociologues Edward Shils et Morris Janowitz. Selon eux, la disparition des sous-officiers expérimentés, dont le taux de mortalité était parmi les plus élevés de l'Armée allemande, a pesé lourdement, aggravant en retour la démoralisation des troupes et leur méfiance vis-à-vis de la hiérarchie militaire.
Dans le même temps, le Reich compte en son sein de nombreux soldats débandés que la police militaire tente par tous les moyens de repérer et de renvoyer sur le front, y compris dans les circonstances les plus dramatiques comme sur les quais bondés de la gare de Breslau peu de temps avant que la liaison ferroviaire avec les régions du Reich encore contrôlées par les troupes allemandes ne soit définitivement rompue. Ces 600 000 soldats débandés (selon les chiffres de Martin Bormann) sont l'objet du ressentiment des dirigeants nazis qui, comme Himmler, appellent les Allemands à se montrer intraitables envers eux. En tant que commandant du groupe d'armées Vistule, il ordonne de faire exécuter les soldats battant en retraite, et le 12 février, sur le modèle de celui en vigueur dans le groupe d'armées Centre, il édicte un ordre concernant ces soldats débandés : ceux qui ne solliciteraient pas leur retour au sein d'une unité constituée seraient susceptibles de passer devant une cour martiale. Au cours des mois de février et de mars, des actions sont ordonnées dans l'ensemble des territoires du Reich non encore envahis par les Alliés pour tenter d'endiguer ces désertions ; un coup de filet général est envisagé mais, devant les problèmes suscités par son organisation, cette idée est rapidement abandonnée. Il ne reste donc que la terreur et les exécutions sommaires, légalisées sur le front ouest à partir du 15 mars 1945, rendues publiques le jour même à grand renfort de dramaturgie et de publicité dès les premières exécutions. Dans l'ensemble, les déserteurs sont exécutés avec la même diligence aussi bien à l'est qu'à l'ouest.
Dans ce contexte de débandade, marqué par la psychose née de la répression de l'attentat du 20 juillet, les plus fanatisés des officiers généraux allemands motivent leurs troupes par des pendaisons et des traitements infamants, et leurs officiers par des menaces à peine voilées, comme Schörner à l'encontre de certains de ses officiers.

### Capitulation

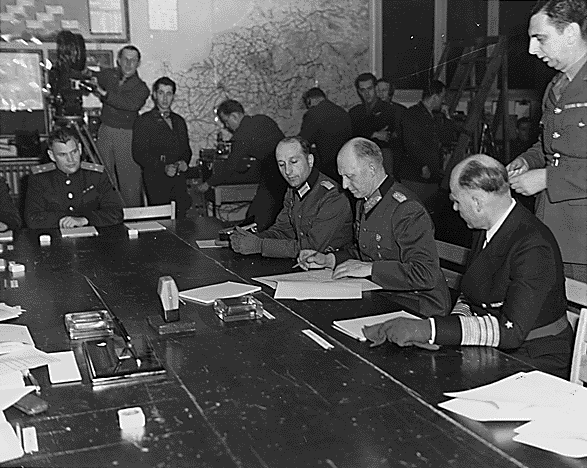
Reims, siège du quartier général du SHAEF : le général Alfred Jodl signe le 7 mai 1945 la reddition générale sans condition de la Wehrmacht.

Après le suicide de Hitler, les pouvoirs reviennent à l'amiral Karl Dönitz, son successeur désigné depuis la mise à l'écart de Göring qui avait tenté d'ouvrir des tractations avec les Alliés. Le 7 mai à Reims à 2 h 41, dans le quartier général du commandement allié, dirigé par le général Dwight David Eisenhower, le général Jodl signe la reddition sans condition de toutes les forces allemandes. Elle doit prendre effet à 23 h 01 le 8 mai 1945, même si toutes actions militaires cessent immédiatement lors de la signature.
Le jour suivant, le 8 à Karlshorst un quartier de Berlin, le Generalfeldmarschall Keitel signe une seconde reddition générale au quartier général soviétique dirigé par le maréchal Gueorgui Joukov, le tout en présence des représentants des Alliés occidentaux. Auparavant, les troupes allemandes engagées sur le front italien avaient déjà rendu les armes le 29 avril, bientôt imitées par les armées combattant dans le nord de l'Allemagne le 3 mai.
Les dernières troupes de la Wehrmacht à se rendre sont tout d'abord quelques noyaux isolés de la 16e et la 18e armées sur les côtes de la mer Baltique, précisément dans le Kurzeme. Ils sont arrêtés par les Soviétiques le 9 mai. Les troupes du groupe d'armées « centre » menées par le Generalfeldmarschall Ferdinand Schörner continuent elles à se battre en Bohême et en Saxe jusqu'au 11 mai, date à laquelle elles se rendent aux forces soviétiques du 1er front ukrainien dirigées par le maréchal Ivan Koniev.
Dans les derniers jours de la guerre, de nombreuses unités allemandes cherchent à rejoindre le territoire contrôlé par les Anglo-Saxons pour éviter d'avoir à se rendre à l'Armée rouge. Malgré tout 480 000 soldats de la Wehrmacht sont capturés par les Soviétiques durant la bataille de Berlin, 600 000 en Bohême et 200 000 en Courlande. Environ un million sont faits prisonniers par les Alliés en Italie.

### Après-guerre
Après la capitulation inconditionnelle et la fin du Troisième Reich, l'Allemagne se voit interdire la formation d'une armée indépendante dotée d'armements modernes. Le 20 août 1946, la loi 34 prise par le conseil de contrôle des puissances alliées à Berlin officialise la dissolution de la Wehrmacht.
Il faudra dix ans pour que les tensions nées de la guerre froide poussent les républiques fédérale et démocratique allemande à créer de nouveau des armées. Celle de l'Allemagne de l'Ouest est officiellement créée le 5 mai 1955 sous le nom de Bundeswehr. L'Allemagne de l'Est, en réponse, crée la sienne le 1er mars 1957 : la Nationale Volksarmee : l'armée nationale du peuple. Chacune de ces nouvelles armées profite à sa création de l'expérience et de l'engagement actif d'anciens officiers — subalternes, supérieurs ou généraux — de la Wehrmacht, dans la mesure où ceux-ci ne sont pas poursuivis pour des crimes liés au nazisme.

## Technologie
Le traité de Versailles limite les forces armées terrestres allemandes à sept divisions d'infanterie, trois de cavalerie et à un total de 100 000 hommes dont 4 000 officiers. Toutes les divisions ne doivent pas être groupées sous plus de deux corps d'armée avec leurs quartiers généraux respectifs. L'état-major allemand est dissous et ne peut se reconstituer. Les fonctionnaires militaires au ministère de la Guerre voient leur nombre limité à 300, et sont de plus comptabilisés dans les 4 000 officiers. Par ailleurs l'article 194 interdit aux marins de la marine marchande de recevoir une quelconque formation militaire.
Ces dispositions doivent empêcher la reconstitution d'une force militaire allemande pouvant représenter une menace pour la paix.

### Innovations dans le matériel utilisé
Le matériel utilisé par la Wehrmacht est le produit d'une recherche d'avant-garde, menée en étroite collaboration avec les forces armées. Dans le cas de la Luftwaffe par exemple, le ministère de l'Aviation — le Reichsluftfahrtministerium — se consacre uniquement au développement et à la production des avions, avant tout militaires, mais également civils. D'un côté, Hermann Göring garde un contrôle constant sur tout ce qui vole, notamment en empêchant la marine de développer elle-même des avions pour couvrir ses besoins propres. Celle-ci a en effet commencé dès 1935 à concevoir des porte-avions de classe Graf Zeppelin. De l'autre, Hitler surveille lui aussi l'évolution des forces armées, la stratégie d'approvisionnement, au travers du ministre Albert Speer. Sa place devient toujours plus grande, surtout après l'attentat du 20 juillet 1944.

### Innovations tactiques

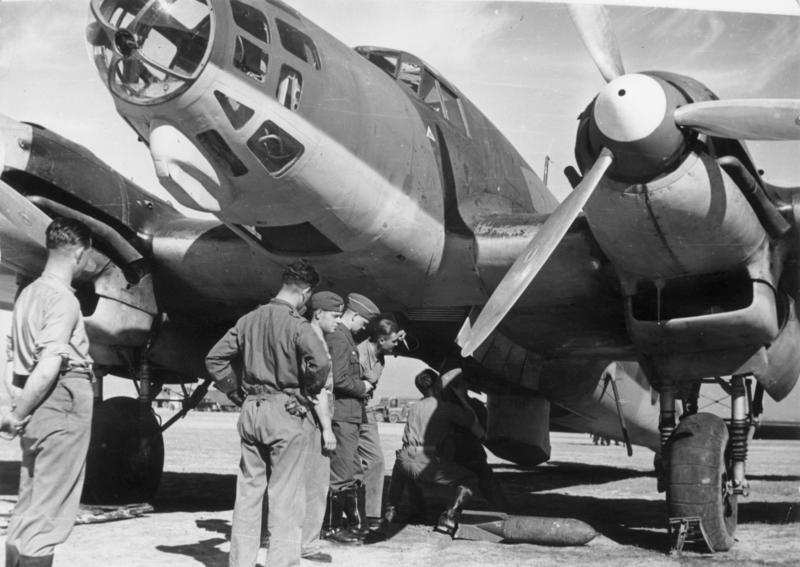
Un Heinkel 111 de la légion Condor à l'aéroport de Lérida.

Les forces armées allemandes expérimentent de nouvelles tactiques militaires aussi bien sur terre que dans les airs. Sur terre la Blitzkrieg, littéralement guerre éclair, imaginée par le général Heinz Guderian, vient révolutionner l'emploi des blindés. Au lieu de servir de soutien pour l'infanterie comme c'était le cas jusqu'alors, les chars d'assaut combinés à l'infanterie mécanisée doivent être utilisés à grande échelle, formant une force de frappe à la fois rapide et destructrice. À la fin des années 1920, Guderian, alors major, est affecté à un groupe clandestin appelé Truppenamt (fonctionnaire des troupes) où il peut expérimenter ses innovations tactiques à l'aide de chars fictifs qui sont en fait des tracteurs et des camions transformés. Il met à profit ses connaissances techniques d'officier de transmissions, poste qu'il avait occupé lors de la Première Guerre mondiale, pour améliorer la vitesse des liaisons et la coopération entre un grand nombre d'unités semi-blindées sur le champ de bataille. Ses théories sont expliquées dans un livre publié en 1937 : Achtung - Panzer!. Une première application concrète de ces tactiques a lieu pendant l'invasion de la Pologne en 1939. Un autre point clé de la tactique de la Wehrmacht est la coopération étroite entre forces aériennes et terrestres : les avions de support rapproché sont par exemple coordonnés par des troupes à terre. Parmi ces avions, on peut citer le célèbre bombardier en piqué Stuka.
Les nouvelles tactiques sont expérimentées autant que possible sur de véritables théâtres d'opérations. Ainsi, aussi bien la marine que l'aviation allemande sont employées lors de la guerre civile espagnole qui éclate en 1936. La première est engagée dans le blocus maritime des côtes espagnoles, officiellement pour empêcher la contrebande des armes, dans les faits seules celles destinées aux troupes républicaines. Dans certaines circonstances, elle affronte également la Royal Navy[réf. nécessaire].

### Industrie militaire

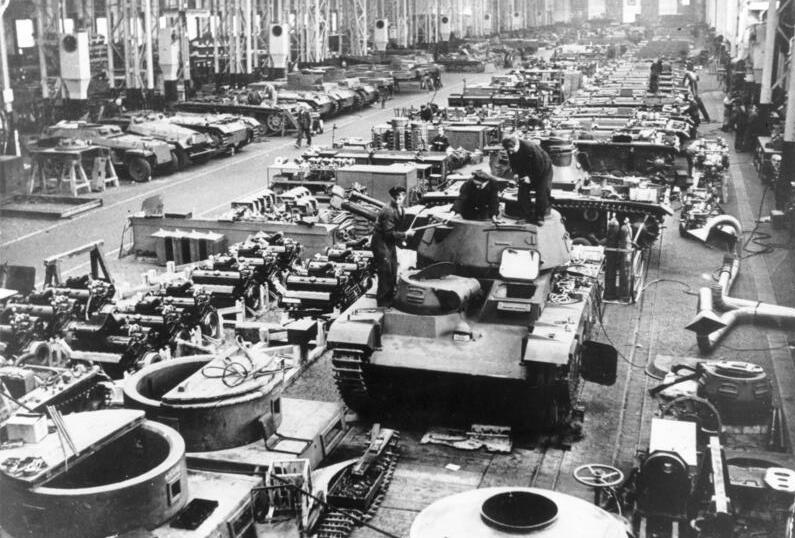
Ligne de montage du char d'assaut allemand Neubaufahrzeug. Ce char lourd a servi d'outil de propagande.

L'industrie militaire allemande produit le matériel pour réarmer la Wehrmacht, au départ de manière très discrète, à cause des limitations du traité de Versailles. Les premières années, le matériel terrestre et aérien est officiellement produit pour des usages civils. Quelques modifications permettent cependant d'employer ce matériel à des fins militaires. Dans un premier temps, la marine de guerre se conforme aux termes du traité, qui prévoyait une limite de six cuirassés, six croiseurs légers, douze contre-torpilleurs, douze torpilleurs et aucun sous-marin.
Une des principales figures industrielles allemandes est l'entrepreneur Gustav Krupp, qui dirige l'entreprise éponyme spécialisée dans la production d'acier et de munitions. Il est vu par les Alliés comme l'un des responsables de la puissance de l'Empire allemand pendant la Première Guerre mondiale, et, opposé à la république de Weimar, Krupp eut à partir de 1922 des contacts avec le général Hans von Seeckt, partisan d'un réarmement allemand ; malgré six mois de prison purgés pour avoir violé le traité de Versailles, il conclut des accords avec des usines étrangères en proposant de concevoir des équipements brevetables et à accorder des licences en échange d'actions. Ainsi le personnel reste actif et compétitif sur le plan technique. Même si les gouvernements étrangers évitent les collaborations, Krupp crée des sociétés faîtières pour contourner le problème.

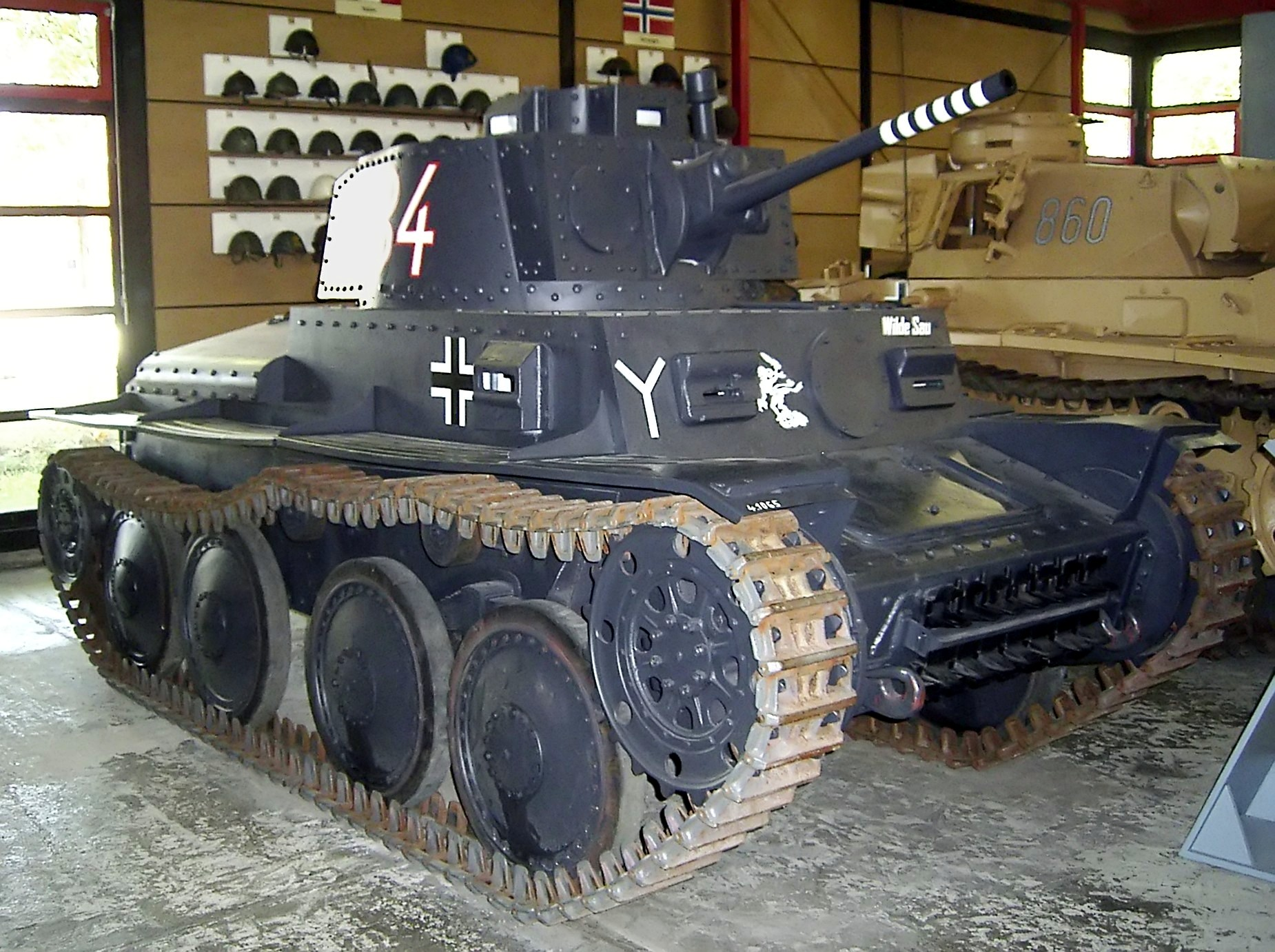
BeutePanzer 38(t) Ausf. S tchèque.

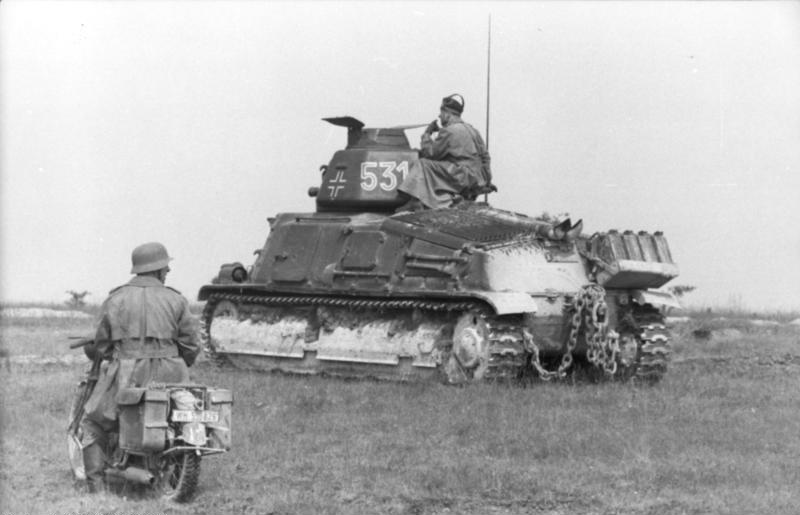
Beutepanzer SOMUA S35 français en 1941.

Une fois arrivé au pouvoir en 1933, Hitler met beaucoup de son énergie pour renforcer et se faire un allié de l'industrie allemande. Krupp, méfiant au départ, lève tous les doutes en appuyant la politique du dictateur ; il se dit convaincu de la possibilité de faire renaître l'Allemagne. Il va jusqu'à collecter de l'argent pour le parti nazi et à introduire le salut fasciste au sein de ses usines. En parallèle du lancement du programme de grands travaux publics, avec en tout premier lieu la construction d'un nouveau réseau routier, Hitler se rapproche également de l'industrie chimique en décembre 1933. Il passe un accord avec Carl Bosch, propriétaire d'IG Farben, pour sécuriser l'approvisionnement en produits chimiques contre des allégements fiscaux. Pour favoriser l'industrie, il interdit les grèves et les syndicats.
Il ne faut pas surestimer la qualité et la quantité du matériel allemand. En effet, une grande partie de son armement à partir de 1939 provient des prises de guerre. Ainsi, une large portion des panzers de l'arme blindée sont des blindés tchèques (Panzerkampfwagen 38(t)) ou polonais (7TP), de qualité équivalente ou supérieure à leurs équivalents allemands de l'époque Panzers I et II. En effet, au cours du conflit, les Allemands captureront et utiliseront un grand nombre de matériels étrangers (nommés pour les tanks « Beutepanzer », littéralement « blindés de prise »). Ainsi, 314 878 fusils, 5 017 pièces d'artillerie, 3,9 millions d'obus et 2 170 chars entre autres sont capturés sur l'armée française après la bataille de France. Parmi les chars, des centaines étaient encore utilisés par la Wehrmacht en France et dans les Balkans des années plus tard. En mars 1944, sur un parc total d'artillerie allemande de 17 589 canons, pas moins de 47 % étaient d'origine étrangère, dont le plus grand nombre était français.
Notons également que l'industrie allemande se mettra en situation de guerre totale relativement tardivement. Ce fut en 1943 que Albert Speer mettra réellement l'industrie allemande en état de marche, ce qui se traduit par une large augmentation du nombre d'avions et de tanks produits. Néanmoins, en raison du manque de ressources de l'Allemagne et de la faible qualité de la main-d'œuvre, la qualité de cette production est faible, voire dans de nombreux cas, défectueuse.

## Organisation

### Structure du commandement

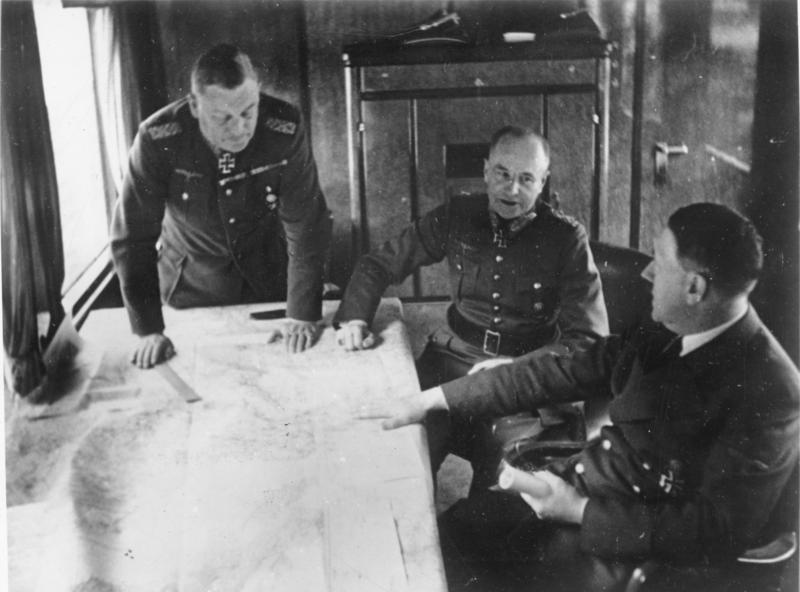
Avril 1941 : Hitler, Brauchitsch et Keitel durant une réunion dans un train spécial servant de Quartier général mobile à Hitler.

La Wehrmacht naît officiellement le 21 mai 1935, remplaçant la Reichswehr. Parallèlement, le Troisième Reich annonce au monde entier l'abrogation des clauses du traité de Versailles contre le réarmement. Hitler réintroduit le service militaire obligatoire. L'effectif initial de l'armée du temps de paix est de trente-six divisions, dont trois divisions blindées.
La structure de la Wehrmacht suit la croissance du parti nazi et de sa politique expansionniste agressive en Europe. Les trois armes ne connaissent pas la même évolution : pendant que l'armée de terre, dont les officiers proviennent essentiellement de l'aristocratie allemande, conserve une organisation traditionnelle, la marine, tout comme l'aviation, nouvellement créée sous les ordres du maréchal Göring qui avait été pilote durant le premier conflit mondial, sont aussi proches du nazisme et de ses milices que sont les SA et SS.
Officiellement, le commandant en chef de la Wehrmacht est le chancelier du Reich en personne. L'influence des hauts officiers militaires sur les choix politiques était déjà limitée du temps de la Prusse, avec von Seeckt cela va encore plus loin : une soumission aveugle est exigée. En 1938, il devient évident que des dissensions existent entre l'ancienne hiérarchie et le chancelier. D'un côté celui-ci veut restaurer la puissance de l'Armée allemande, mais d'un autre il n'appartient pas à la caste aristocratique et militaire traditionnelle. Les accords de Munich avec l'annexion des Sudètes renforcent son prestige et la crise qui les précède lui fait obtenir la démission de Beck, commandant en chef de la Heer.
En mars 1938, après la destitution des généraux von Blomberg et von Fritsch des suites de scandales sexuels, Hitler abolit le poste de ministre de la Guerre tenu jusque là par le premier. Le chancelier assume désormais lui-même le commandement en chef de la Wehrmacht et réorganise sa structure avec à sa tête un commandement unifié nommé Oberkommando der Wehrmacht dans lequel le général Wilhelm Keitel prend le plus haut grade.

Drapeau militaire de l'Allemagne nazie à partir de 1938.

La nouvelle structure est très centralisée : au sommet on trouve donc l'OKW qui est un état-major dont le chef est Keitel, assisté du général Alfred Jodl et du chef des opérations, le colonel Walter Warlimont, qui coordonne toutes les opérations militaires. Toutefois, les différentes armes que sont la Heer, la Kriegsmarine et la Luftwaffe disposent d'une capacité d'initiative autonome de leur haut commandement. Il existe ainsi un Oberkommando des Heeres (OKH), dirigé par le général Walther von Brauchitsch ; un Oberkommando der Marine (OKM) mené par l'amiral Erich Raeder ; et un Oberkommando der Luftwaffe (OKL) dirigé par le Reichsmarschall Hermann Göring. L'autonomie de l'aviation est encore plus grande que celle des autres forces en raison de l'influence de son chef, qui appartient à l'élite historique du parti nazi. Göring, héros de la Première Guerre mondiale aux multiples décorations, délègue beaucoup à ses subordonnés, en grande partie à cause de son incompétence, mais soigne tout particulièrement son image, apparaissant aux yeux du peuple allemand comme « l'ultime homme du renouveau ».
À partir de 1942, la Luftwaffe dispose de sa propre armée de terre constituée de nombreuses divisions d'infanterie appelée Luftwaffe Feld-Division. Celle-ci se montre d'une efficacité limitée au combat. Ses unités d'artillerie lourde et légère dédiées à l'antiaérien se montrent par contre très utiles dans la guerre terrestre dans les contre-attaques. Les divisions de parachutistes, Fallschirmjäger, sous contrôle exclusif de la Luftwaffe, sont quant à elles extrêmement combatives et téméraires, remportant des succès sur tous les fronts. Enfin, en 1942, une division blindée (du moins sur le papier) de parachutistes existe également : la Fallschirm-Panzer-Division Hermann Göring.

#### Grades
Les grades de la Heer et de la Kriegsmarine reprennent ceux des armées précédentes : la Reichsheer et la Reichsmarine. Les grades de la Luftwaffe sont les mêmes que ceux de l'armée de terre.

### Gestion administrative

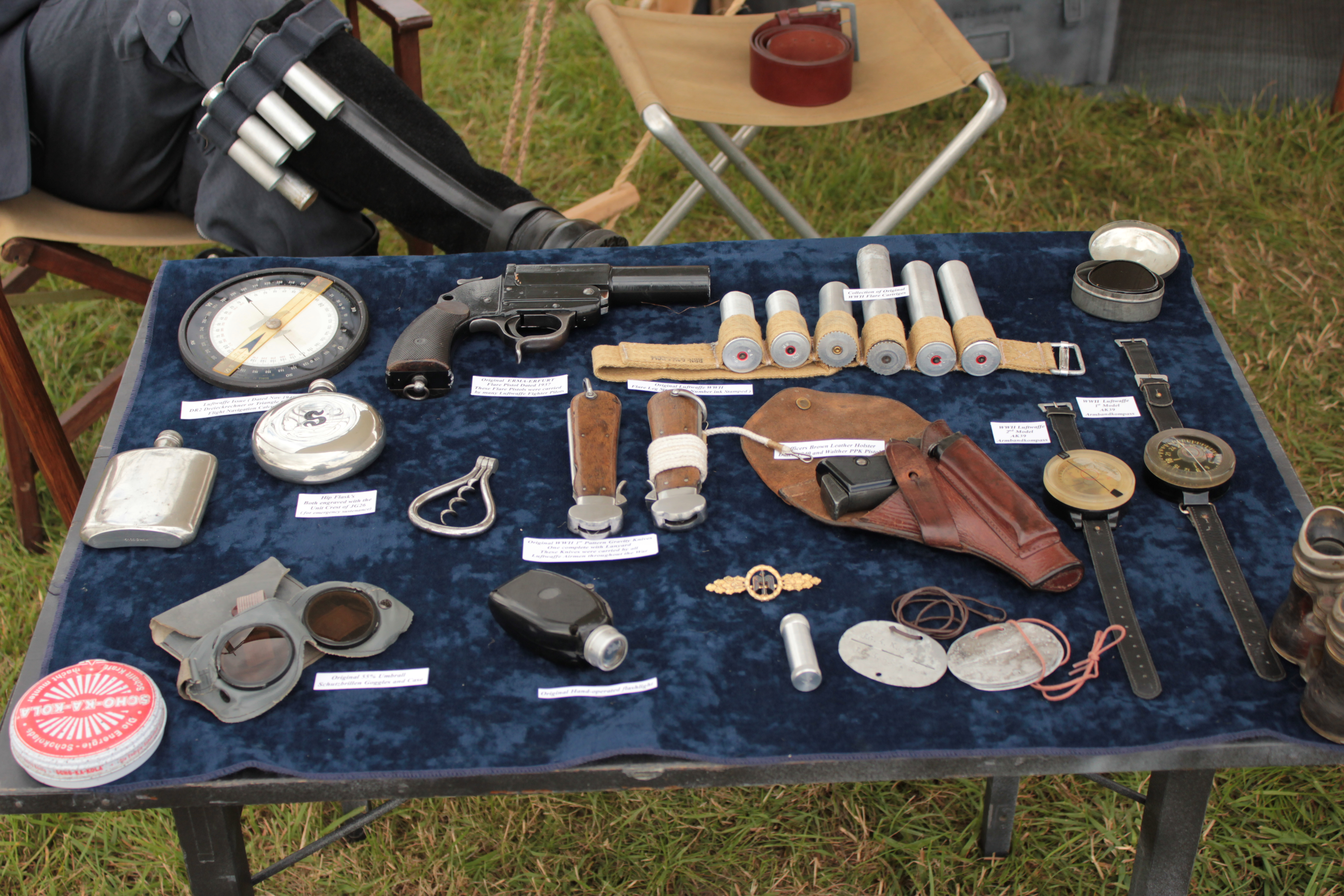
Équipement d'un pilote de la Luftwaffe, avec notamment sa plaque d'identité militaire.

À son incorporation, le soldat reçoit son Soldbuch (de) (livret de solde qui comportera la liste de ses affectations, promotions, décorations, ses antécédents médicaux, les punitions subies et les équipements fournis) et sa plaque d'identité militaire (Erkennungsmarke fabriquée en zinc ou en aluminium). Son Wehrpass (de) (carnet d'identité militaire) ne lui est remis qu'à sa démobilisation ou à ses proches en cas de décès.

### Gestion humaine
Comme beaucoup d'autocraties, la Wehrmacht cherche avant tout à privilégier et récompenser la stricte obéissance, poussant le loyalisme jusqu'à l'extrême. La spécificité du nazisme est d'entretenir un système d'adhésion organisée et de chantage à l'obéissance tout en maintenant une répression féroce. À titre de comparaison, plus de 20 000 soldats allemands furent condamnés à mort par la justice militaire entre 1939 et 1945, contre quelques dizaines dans les armées anglo-américaines. Le corps des officiers des forces armées a été profondément nazifié à partir de 1933, et plus encore à partir de 1939. La Wehrmacht présentait par ailleurs une surreprésentation de caporaux-chefs par rapport aux simples soldats, le grade de sous-officier permettant de prétendre à des indemnités avantageuses pour la famille. Adolf Hitler y ajoute une politique de rétributions massives des chefs de la Wehrmacht, créant un véritable pacte de corruption entre lui et l'encadrement supérieur de l'armée ; un point qui a longtemps été occulté par ses bénéficiaires.

## Crimes de guerre et rôle dans la guerre d'annihilation
De nombreux historiens se sont penchés avec attention sur le rôle de la Wehrmacht dans les crimes allemands durant la Seconde Guerre mondiale, et surtout dans la guerre d'extermination et d'annihilation sur le front de l'Est. Surmontant la vision simpliste qui attribue les atrocités de la guerre aux seuls SS et à l'appareil policier allemand, ces historiens ont mis en évidence la part active qu'a prise l'Armée allemande, aussi bien son commandement que les groupes de combat sur le terrain, à la politique d'annihilation, de destruction et de répression durant la guerre. En Allemagne, l'exposition "Verbrechen der Wehrmacht" (les crimes de la Wehrmacht), qui a circulé sur tout le territoire allemand de 1995 à 1999, constitue un véritable choc pour l'opinion, qui découvre l'ampleur de la violence déchaînée par cette armée sur et derrière le front de l'Est.

### Guerre d'annihilation à l'est
Dès la campagne de Pologne, suivant les directives de Hitler, la Wehrmacht se comporte avec une grande brutalité et agressivité vis-à-vis des soldats et des civils polonais. Même si elle ne participe pas directement aux opérations de dévastation et d'annihilation conduites principalement par la SS et les milices d'Allemands de Pologne (Selbstschutz), l'Armée allemande multiplie les exactions et les exécutions sommaires. Environ 3 000 soldats périssent dans les affrontements avec les civils polonais. En outre, les troupes allemandes écrasent de manière sanglante toute manifestation d'hostilité ou d'insubordination de la part de la population : environ 7 000 Polonais perdent ainsi la vie. Le commandement de la Wehrmacht ne freine pas ces excès contre les civils et ne s'oppose pas aux consignes de Hitler, à l'exception du général Blaskowitz qui proteste formellement, en vain.
C'est lors de l'invasion de l'Union soviétique que la Wehrmacht se met à participer de manière plus active et directe à l'annihilation des populations à l'Est. Elle agit conformément aux ordres du Führer, qui veut fondamentalement anéantir la race slave, en finir avec le communisme et l'hébraïsme, notamment par la déportation, ainsi que coloniser les terres de l'Est. Le décret de Hitler du 13 mai 1941 sur la juridiction des territoires qui vont être conquis à l'est prévoit que chaque soldat allemand peut librement commettre des violences contre l'ennemi (ainsi que contre la population civile en cas de résistance) sans craindre de poursuites disciplinaires ou judiciaires. Celui du 6 juin relatif aux commissaires politiques ordonne d'exécuter sommairement tout commissaire de l'Armée rouge capturé. Ces deux décrets forment les deux piliers de la conduite des troupes allemandes durant la guerre sur le front oriental.

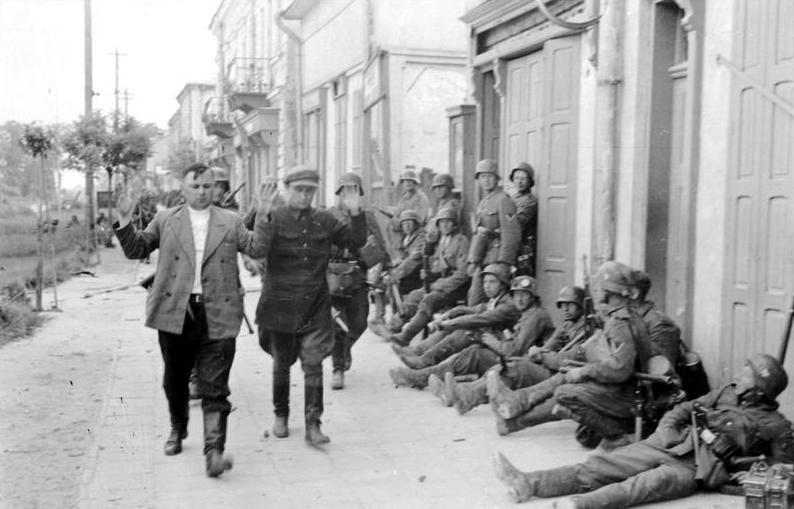
Russes en habit civil, capturés par des soldats allemands dans les premiers jours de l'.

Ces décrets entrent en vigueur le 22 juin. Les soldats de la Wehrmacht engagés dans des territoires inhospitaliers et immenses, exposés dès le début à des taux d'attrition inédits dans leurs unités du fait de la grande violence de l'Ostfront, se montrent impitoyables envers l'ennemi et les populations soviétiques. L'idéologie raciste nazie constitua indéniablement un facteur central des crimes de la Wehrmacht. Comme le montre l'historien Omer Bartov, l'encadrement de l'Armée allemande joue aussi un rôle déterminant dans l'ampleur de ces exactions. Il laisse faire, voire encourage les violences envers les civils dans une forme de compensation cynique aux punitions pour absence ou manque de combativité qui se multiplient. Les viols commis par les soldats allemands à l'est sont ainsi presque totalement impunis (ce qui n'était pas forcément le cas à l'ouest), ce qui entraîne une massification des violences sexuelles dans les territoires soviétiques occupés. Le processus de "démodernisation" de la Wehrmacht sur le front de l'est conduit aussi à une brutalité toujours plus grande des soldats, notamment dans les pillages et les représailles. Pendant que les membres des Einsatzgruppen se chargent de l'extermination des populations juives et des membres du parti communiste avec l'appui logistique, voire la participation directe des forces armées, les soldats allemands exécutent scrupuleusement l'ordre de fusiller tous les commissaires politiques. Ainsi environ 80 % des divisions allemandes participent aux exécutions et 7 000 à 8 000 hommes sont abattus. De plus, la Wehrmacht utilise des méthodes impitoyables contre les millions de prisonniers soviétiques capturés : les soldats ennemis sont rassemblés dans des camps à ciel ouvert et laissés sans alimentation et soins : environ deux millions et demi d'entre eux meurent la première année, dont 845 000 dans des camps administrés directement par la Wehrmacht et situés à proximité immédiate du front. Ce sont près de 60 % des soldats de l'URSS capturés ou qui se sont rendus qui sont morts aux mains de l'Armée allemande. Comme le relève Nicolas Werth, cet assassinat de masse des prisonniers de guerre soviétiques — le crime contre l'humanité des nazis le plus massif en nombre derrière la Shoah — est unique. Tous les autres groupes de prisonniers de guerre détenus par la Wehrmacht ont connu des taux de décès compris entre 1 et 3 % durant le conflit.
Le rôle de l'Armée allemande dans l'extermination des juifs est plus circonscrit mais n'est pas négligeable pour autant: 20 000 personnes sont directement exécutées par les soldats allemands, principalement des secondes lignes et des formations dévouées à la sécurité à l'arrière du front. L'armée collabore dans l'ensemble sans montrer de résistance, la coopération est serrée avec l'appareil nazi chargé du rassemblement, de la déportation et de l'annihilation de la population juive de l'Est. Les actions génocidaires bénéficient parfois du soutien logistique et humain de la Wehrmacht. De nombreux soldats et officiers du rang allemands sont au courant, voire sont directement au contact des atrocités commises. Elles sont connues des officiers supérieurs, comme les généraux von Reichenau, Hoepner et von Manstein, qui approuvent même avec conviction les dispositions antisémites et demandent d'avoir la plus grande fermeté contre « le péril judéo-bolchévique ». Le général Von Choltitz reconnaît ainsi, dans des enregistrements clandestins des services secrets britanniques lors de sa captivité, avoir œuvré à l'exécution de civils juifs lors des opérations qu'il a commandé en Crimée en 1941 et 1942[réf. nécessaire].

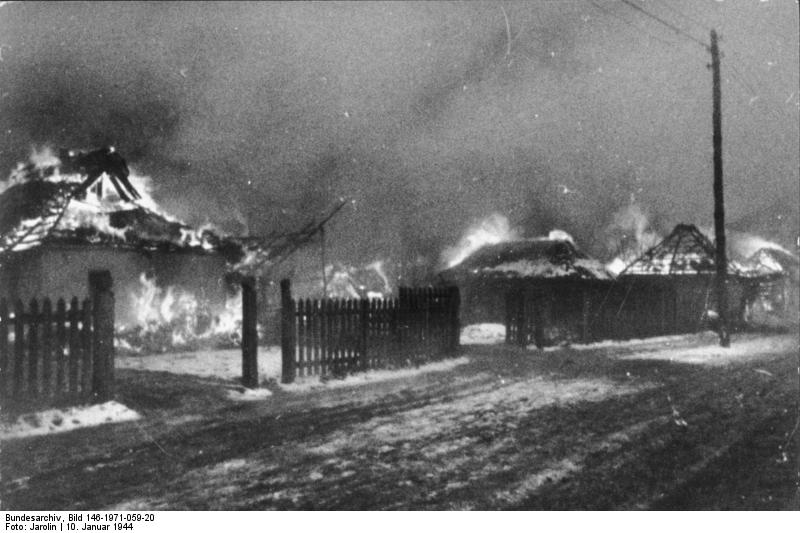
Village en flammes en Union soviétique.

La Wehrmacht joue par contre un rôle central dans les opérations dites de « pacification » et dans les dévastations commises sur le sol soviétique, notamment lors de la retraite allemande dans les dernières années de la guerre. Alors qu'au départ la résistance n'est pas très dangereuse pour les envahisseurs, les attaques de partisans s'intensifient à partir de l'automne 1941 dans les territoires occupés. À partir de juillet, Hitler donne l'ordre d'exercer une répression très dure contre la population civile, afin d'éradiquer toute opposition à la domination allemande. Les méthodes de répression adoptées par l'Armée allemande, et promues par l'ensemble des généraux (à quelques exceptions comme Rudolf Schmidt), qui donnent une série de directives draconiennes à leurs troupes, comportaient entre autres l'exécution sommaire, la destruction des villages et des biens et les représailles contre les civils. Les opérations contre les partisans deviennent plus nombreuses à partir de 1942, avec une implication forte des forces de première ligne de la Wehrmacht. De « grandes expéditions » et des « zones mortes », territoires dans lesquels l'ensemble de la population est déportée laissant la voie libre aux opérations militaires, sont organisées. La guerre contre les partisans coûte la vie à 500 000 citoyens soviétiques, en grande majorité des civils, exécutés par représailles. Hitler publie une directive pour la « répression du banditisme » le 16 décembre 1942, dans laquelle il demande d'utiliser tous les moyens à disposition, y compris contre les femmes et les enfants.
Le comportement de la Wehrmacht dans les territoires occupés de l'Est est caractérisé par un complexe de supériorité raciale, l'absence de scrupule moral et une logique de violence totale. Les régions orientales se voient soumises à un pillage méthodique afin de satisfaire les exigences de l'Armée allemande, et ce sans aucun égard vis-à-vis de la population civile. Cette dernière est de plus réquisitionnée pour effectuer des travaux forcés, cela concerne environ 600 000 personnes ; ou déportée en Allemagne pour y être utilisée comme main d'œuvre dans l'industrie militaire allemande, cela concerne environ 2,8 millions de personnes. À partir de 1943, la Wehrmacht met en application de manière totale la technique dite de la « terre brûlée » : les villes et villages sont détruits ou incendiés, les ressources agricoles et industrielles dévastées, les populations sont contraintes de fuir vers l'ouest ; selon les autorités soviétiques l'Armée allemande aurait détruit 1 170 villes et 70 000 villages. Le nombre de soldats allemands ayant pris part à ces crimes est sujet à débat : Hannes Heer estime leur nombre à 60 voire 80 % des soldats allemands, soit entre six et huit millions d'hommes, alors que Rolf-Dietrich Müller au contraire évalue ce chiffre à seulement 5 % soit environ 500 000 soldats.

### Représailles et répression sur les autres fronts
L'historien Hannes Heer souligne qu'une différence de nature fondamentale existe entre les théâtres ouest-européens et est-européens pour les crimes de la Wehrmacht: dans le premier cas, aucune volonté d'annihilation n'est présente, tant l'existence des populations et des nations d'Europe occidentale n'est pas remise en cause. Ceci explique largement l'asymétrie de l'ampleur des crimes entre le front de l'Est et ceux de l'Ouest, même s'il convient de ne pas sous-estimer ces derniers.
Dans les pays scandinaves qu'elle a conquis (Danemark, Norvège), la Wehrmacht fut nettement moins violente que dans le reste de l'Europe occupée. L'idéologie nazie considérait leurs populations comme racialement "germaniques" et donc proches du peuple allemand. Le potentiel économique de ces pays était de plus important pour la machine de guerre nazie - et, en sens inverse, de nombreuses entreprises norvégiennes et danoises profitaient directement de celle-ci. Le commandement militaire pouvait ainsi punir sévèrement les cas d'exactions contre les civils : comme le note l'historienne Maria Frischte pour le cas norvégien, il a été, au moins dans les premières années d'occupation (1940-1942), attaché à contrôler le comportement des soldats et éviter de donner une "mauvaise image", notamment en évitant les atteintes à la propriété- un souhait inexistant à l'Est. Le rapport du gouvernement norvégien de 1945 sur les crimes de l'occupation allemande souligne néanmoins les violences envers les civils, en particulier dans le cadre du pillage économique du pays. Dans le cas du Danemark, contrôlé à partir du 9 avril 1940, les troupes allemandes affectèrent relativement peu la vie des civils en comparaison des autres territoires occupés. Cependant, les exactions tendirent à s'accroître après que l'état d'urgence eut été décrété dans le pays par les Allemands le 29 août 1943.
En France, lors de la campagne de 1940, les Waffen-SS effectuent des représailles et exécutions contre les prisonniers alliés, les membres de l'armée régulière gardant un comportement dans l'ensemble moins brutal que les premiers. Cependant, les exactions répétées de soldats de la Wehrmacht, en particulier contre les troupes d'origine africaine durant la campagne de France, montrent l'influence du racisme nazi et la brutalisation en cours au sein de celle-ci. À cela s'ajoute le fait que les troupes africaines étaient plus aguerries et professionnalisées que les unités de réservistes et d'appelés du contingent. Elles ont opposé de ce fait une résistance plus efficace à la Wehrmacht (comme les soldats britanniques, surreprésentés parmi les victimes d'exactions allemandes). L'historienne Claire Andrieu parle d'un véritable processus de "nazification" de la Wehrmacht face aux soldats noirs de l'armée française. L'historien Jean-Luc Leleu souligne néanmoins que les crimes envers les civils ont une géographie spécifique (ce qui n'est pas le cas en Pologne où la Wehrmacht commet des atrocités partout, y compris à l'arrière des lignes de front). Comme il le note, les exactions contre la population française par des forces allemandes, entre le 10 mai et le 25 juin 1940, se concentrent sur les zones des combats les plus acharnés du nord de la France en mai 1940. Ils sont commis par les unités SS et par des unités de réservistes qui connaissaient leur baptême du feu. 450 civils français auraient été assassinés par les soldats allemands (toutes unités confondues) de mai à juin 1940. Si le chiffre souligne que la Wehrmacht était loin d'être "korrekt" selon les mots de sa propagande, il reste limité au regard des exactions et atrocités allemandes en 1914 (Sac de Dinant, 674 habitants exécutés ; Incendie de Louvain, 248 tués), durant lesquelles près de 6 500 civils belges et français avaient été assassinés. La comparaison avec le précédent conflit était en effet importante pour des raisons de prestige et de diplomatie pour les dirigeants nazis : il s'agissait d'effacer l'image de brutalité et de bestialité que les troupes allemandes avaient acquise en 1914 à l'Ouest, et se concilier les populations occupées pour mieux exploiter le pays, sans mobiliser trop de troupes.
Après sa victoire militaire, et au moins jusqu'en 1943, le commandement de la Wehrmacht fut bien plus sévère envers ses soldats en France que sur le front de l'Est, où les crimes envers les civils sont acceptés par le régime nazi (Décret Barbarossa du 13 mai 1941). Le potentiel économique des territoires français contrôlés et la volonté d'économiser le nombre de soldats nécessaires à leur contrôle expliquent en partie ce souhait. L'occupation de la France métropolitaine, même si elle n'est pas accompagnée d'une politique d'annihilation, donne cependant lieu à de nombreux crimes de guerre. L'Armée allemande exécute environ 20 000 résistants français, dont 6 000 à 7 000 civils. Elle participe également activement à la déportation de 75 000 Juifs français vers les camps d'extermination. Comme le montre l'étude par Fabrice Virgili des violences sexuelles commises par des militaires allemands en France, les années 1943-1944, qui voient l'arrivée de soldats et d'unités ayant acquis sur le front de l'Est une pratique paroxystique de la violence, sont le moment d'une brutalisation inédite contre la population, et ce avec une tolérance croissante de la part de la hiérarchie militaire. Cependant, les crimes les plus traumatisants contre les civils en France durant l'année 1944 (massacre d'Ascq, assassinat de la population d'Oradour-sur-Glane) sont commis par la Waffen SS, notamment sous la responsabilité d'officiers, voire de soldats, qui eux aussi venaient du front de l'Est.
Dès sa campagne de 1941, dans les Balkans, l'Armée allemande réagit violemment à la résistance qui se met en place. Elle utilise des méthodes brutales, qui sont codifiées dans la directive sur les « otages » du 16 septembre 1941 de l'OKW qui prévoit que cent otages soient exécutés pour chaque soldat tué, et cinquante pour chaque blessé. Les premiers massacres ont lieu en octobre 1941 à Kraljevo et Kragujevac en riposte à des attaques de l'Armée yougoslave de la patrie. Jusqu'à la fin de la guerre, la Wehrmacht poursuit la répression contre les partisans yougoslaves, elle saccage le pays, faisant au passage 350 000 victimes, dont environ un tiers de civils. En Grèce, la Wehrmacht se montre également très dure et répond violemment aux activités de la résistance locale, abattant sans distinction civils et résistants : environ 21 000 personnes trouvent la mort durant ces représailles. Les troupes italiennes participent aussi à des exactions sur une large échelle en territoire grec.
En Italie, l'Armée allemande agit avec beaucoup de violence après le 8 septembre 1943, les préjugés raciaux envers l'ex-allié et l'impression d'avoir été trahi l'expliquant en grande partie. Durant l'opération Achse, la Wehrmacht désarme rapidement l'armée italienne et commet de nombreuses atrocités : les massacres de Céphalonie, de Cos, de Trilj par exemple. Dans ces massacres 6 800 militaires italiens, dont 5 000 dans la seule Céphalonie, trouvent la mort. Par ailleurs, pendant l'occupation de l'Italie du Centre et du Sud, la Wehrmacht utilise les méthodes les plus radicales contre les résistants et les civils. Selon Knopp plus de 10 000 civils sont victimes des représailles effectuées par certains détachements allemands, qui suivent en cela les directives du commandement supérieur en menant des opérations de « guerre contre les bandes ». Cependant, le plus grand massacre allemand en Italie (et même en Europe occidentale) est commis par la Waffen-SS à Marzabotto, du 19 septembre au 5 octobre, avec probablement plus de 800 victimes.
Enfin, l'armée allemande en Afrique du Nord a souvent été perçue comme moins criminelle qu'en Europe. La mémoire de l'Afrikakorps, et notamment de son chef, Erwin Rommel, est moins négative et met en avant une guerre plus chevaleresque. Cependant, cette image est largement construite par la propagande allemande, qui cache soigneusement les exactions qui ont lieu sur ce théâtre d'opérations. En réalité, les soldats de la Wehrmacht -et leurs alliés italiens- commettent de nombreuses exactions, notamment contre les civils. Là aussi, le rôle de l'idéologie nazie est central pour expliquer ces crimes. Celui-ci est renforcé par le contexte colonial nord-africain où les populations indigènes de Libye étaient déjà victimes de la cruauté des troupes fascistes.

## Procès de Nuremberg
Le procès de Nuremberg vient faire l'inventaire des crimes commis pendant la guerre par le Troisième Reich. La direction militaire allemande y est également jugée. Le verdict délivre de nombreuses condamnations à mort, tout comme de longues peines de prison, certaines à perpétuité.

## Guerre totale

### Rôle de la propagande
La propagande présente la Wehrmacht à la population allemande selon divers axes. Elle doit servir à maintenir un haut niveau d'implication de la population, préserver sa volonté de combattre, lui insuffler l'esprit de sacrifice nécessaire à la poursuite de la guerre et par-dessus tout empêcher le découragement face à l'évidence de la supériorité ennemie, ceux-ci envahissant l'Allemagne et bombardant impunément les villes allemandes. Un autre objectif de la propagande est de tromper l'adversaire sur les véritables plans militaires de l'Allemagne.
La propagande allemande prend un virage le 18 février 1943 lors du discours du ministre Joseph Goebbels au palais des sports de Berlin. Décidé à galvaniser le moral des Allemands et leur esprit de combat au lendemain de la terrible défaite de Stalingrad, il exalte les capacités militaires de la Wehrmacht, décrit en utilisant des termes apocalyptiques les conséquences d'une défaite de l'Allemagne et appelle à mener une « guerre totale ». Toutes les ressources humaines et matérielles du Troisième Reich et des territoires occupés doivent être mobilisées pour soutenir la Wehrmacht et obtenir à tout prix la « victoire finale » contre l'alliance « contre nature » entre l'Union soviétique communiste et les forces capitalistes anglo-saxonnes.
La propagande fera effet sur la troupe jusqu'à la toute fin de la guerre ; la Wehrmacht, bien que largement dépassée, ne s'effondrera qu'au printemps 1945. Cette résilience de l'armée allemande s'explique notamment par une forme de dissonance cognitive. Face à l'aberration de leur situation, à savoir celle de poursuivre une guerre perdue d'avance au vu de la disproportion des forces, les soldats allemands ont nourri l'espoir d'un retournement de situation grâce à des armes miracles ou un plan secret qui permettrait de vaincre.

### Enrôlés et unités étrangères
Le système de recrutement allemand est organisé de manière régionale durant la Seconde Guerre mondiale. Avant l'Anschluss les districts militaires sont au nombre de 13 (numéroté de I à XIII), ensuite de 15 (XVII et XVIII) puis il passe enfin à 17 (XX et XXI) après l'invasion de la Pologne. Chaque district est compétent pour recruter et former les citoyens sur son territoire et quasiment toutes les divisions recrutent leurs troupes dans le district où elles stationnent. Les exceptions sont les divisions de la Luftwaffe, des Waffen-SS et la division Grossdeutschland. Les divisions ont donc un caractère régional fort, sachant que si un soldat vient à être muté le commandement essaye de l'affecter à une autre division de son district. Les fusions entre divisions sur le front et les unités de reconnaissance et de montagne échappent toutefois à la règle.
Les corps d'armée créés dans les pays occupés par la Wehrmacht sont au départ placés sous le contrôle de l'armée, puis plus tard la plupart deviennent rattachés au commandement SS. Ces unités de volontaires (Freiwilligen) organisées en Kampfgruppe, brigades et divisions font partie des Waffen-SS.

### Conscription d'adolescents et de personnes âgées

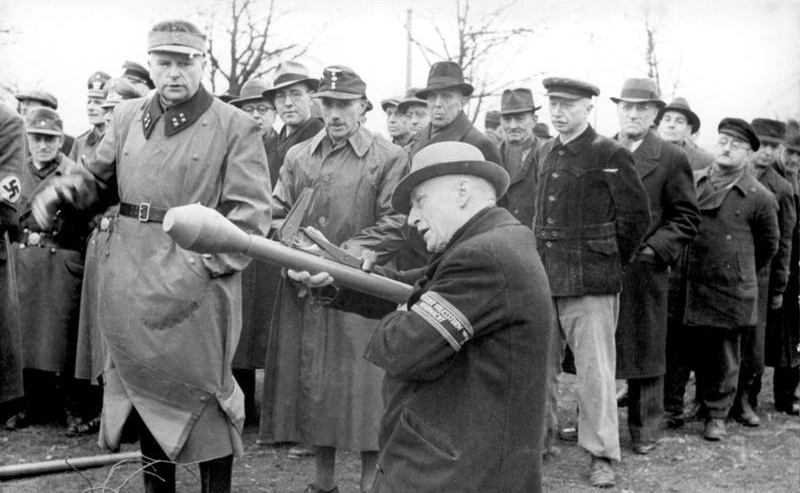
Les vétérans sont également réquisitionnés pour défendre le Troisième Reich.

Les unités engagés sur le front perdent énormément d'hommes. Pour combler les vides laissés dans leurs rangs, elles font appel à la fin de la guerre aux membres de l'organisation des jeunesses nazis, la Hitlerjugend et aux vétérans, qui normalement ne sont pas enrôlés. Les troupes sont armées et formées de manière approximative. Elles forment le Volkssturm, la milice populaire.
L'idée de créer un Volkssturm date de 1935, mais n'est mise en pratique qu'en 1944, quand Martin Bormann, sous les ordres directs de Hitler, recrute environ six millions d'Allemands pour former la milice. L'unité de base de la milice populaire est un bataillon de 642 hommes, rassemblant des membres des jeunesses hitlériennes, des anciens, des invalides et d'autres personnes réformées par le règlement standard du service militaire.
Dans les derniers mois du conflit le Volkssturm passe sous les ordres du ministre Joseph Goebbels et est engagé dans la bataille de Berlin.

### Wunderwaffen

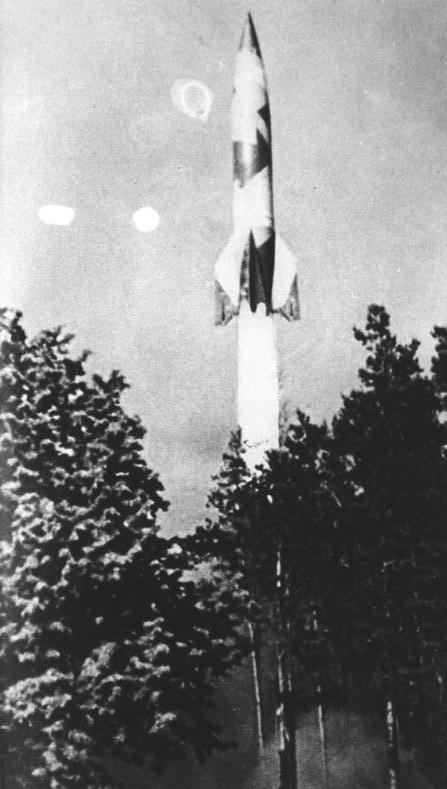
Décollage d'un missile balistique V2 : l'un des symboles de l'avance technologique allemande.

La propagande allemande dirigée par Goebbels utilise à la fin de la guerre le concept de Wunderwaffen, littéralement armes miraculeuses. Elles sont censées, selon la propagande, changer de manière radicale le cours du conflit, qui tourne clairement à l'avantage des Alliés. La recherche et le développement technologique qui accompagnent ce projet sont fortement repris par les Alliés après la guerre et concrétisés lors de la guerre froide.
La plupart de ces armes restent en effet au stade de projet, comme les armes de représailles, dérivées du V2 par exemple, ou le programme nucléaire allemand, soit au stade de prototype comme le Panzer VIII. Les missiles allemands obligent les Alliés à réagir en constituant de nouvelles forces, à la fois aériennes et terrestres, pour contrer et éliminer la menace pour la population civile, qui est surtout efficace sur le plan psychologique.

## Pertes
Les pertes totales subies par la Wehrmacht s'élèvent à 13 448 000 soldats, parmi lesquels près de cinq millions sont morts. Ces chiffres sont à comparer à environ dix-sept millions d'hommes qui ont servi en son sein entre 1939 et 1945. Sur le seul front de l'Est, les pertes sont estimées à 11 135 000 hommes, dont 3 888 000 morts en action et 374 000 morts emprisonnés.

## Rôle dans la résistance contre le nazisme
Au sein de l'État, seule la Wehrmacht semble disposer de la puissance et de l'autorité nécessaires pour s'opposer au régime nazi et le freiner dans sa radicalisation. Notons que de nombreux officiers supérieurs de l'Armée allemande sont des Junkers, c'est-à-dire de la petite noblesse d'épée prussienne. Héritiers d'une longue tradition guerrière, ils sont avant tout liés à l'Empire allemand et aux Hohenzollern plutôt qu'au nazisme. Il y a un mépris mutuel entre les représentants directs du Second Reich et les maîtres du Troisième Reich, les officiers allemands voyant les nazis comme des parvenus sans honneur et les nazis voyant les cadres de l'armée comme les tenants d'un ancien monde, qu'il faut détruire. Néanmoins, les deux ont besoin l'un de l'autre. L'Armée allemande est désireuse de laver l'humiliation de 1918 et les nazis ont besoin de cadres expérimentés pour faire la guerre.
Toutefois, parmi les forces armées allemandes, qu'il s'agisse tant du commandement que des troupes, il y a une forte adhésion aux thèses développées par les nazis : supériorité raciale, pangermanisme, lutte contre le complot judéo-bolchévique. Les militaires adhèrent donc majoritairement aux projets de Hitler et combattent avec efficacité et discipline lors du conflit, malgré sa longueur et sa grande violence. Dès la fin des années 1930 cependant, doutant des objectifs finaux que poursuit le régime et du danger suscité par sa politique agressive, quelques officiers tentent de le freiner et de le renverser.

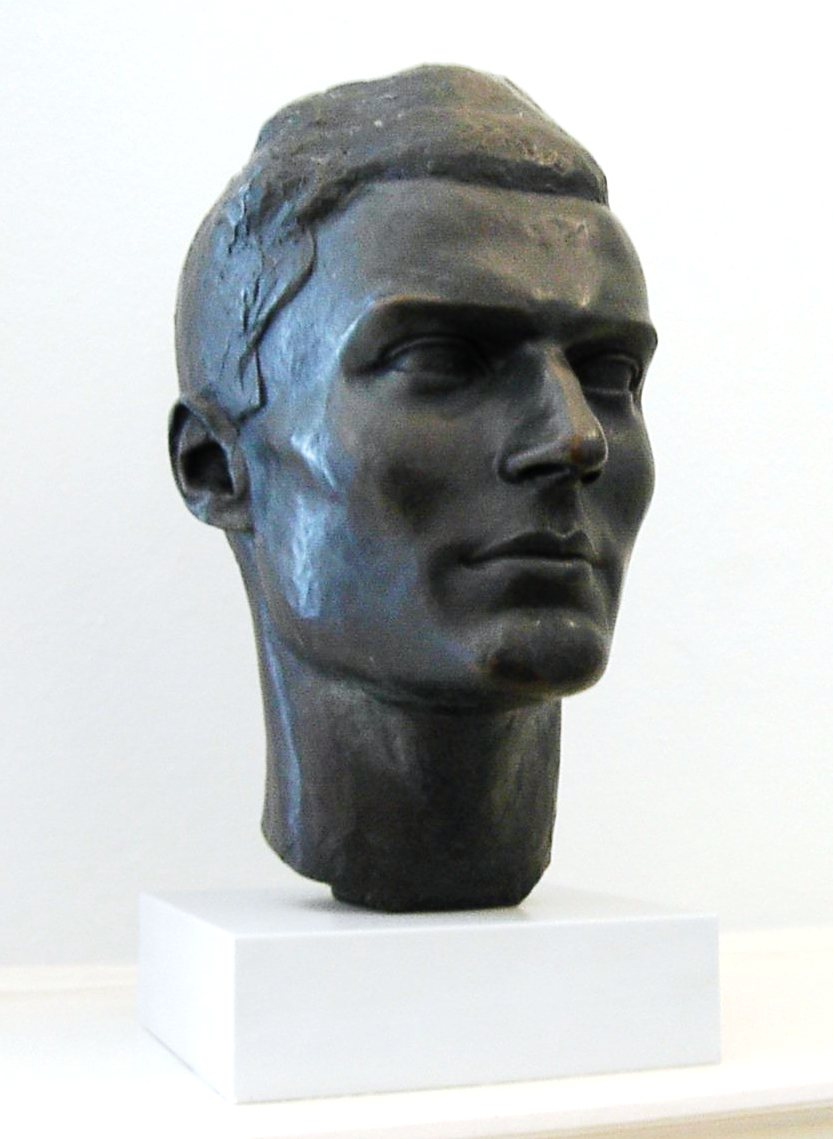
Buste du colonel von Stauffenberg, un des membres de la résistance allemande, principal exécutant de l'attentat du 20 juillet 1944.

Les premières tentatives de blocage des projets expansionnistes du chancelier sont organisées par quelques généraux venant de prendre connaissance des plans du Führer à la réunion du 5 novembre 1937. Le général Ludwig Beck en particulier, chef d'état-major adjoint de l'Armée de terre, dans une série de mémorandums s'oppose fermement aux choix politiques de l'Allemagne nazie. Il n'est cependant pas soutenu par ses collègues de la Wehrmacht et démissionne en 1938. Il reste une figure de proue pour les officiers allemands opposés au régime. Son successeur Franz Halder montre dans un premier temps une aversion équivalente envers les plans de Hitler et organise avec d'autres officiers une véritable tentative de coup d'État durant la crise des Sudètes, mais le projet est abandonné après les nouveaux succès diplomatiques du chancelier lors des accords de Munich. À partir de ce moment, les généraux, impressionnés par la détermination et les victoires du Führer, s'adaptent à la situation et se mettent à suivre les instructions reçues avec discipline. Au sein de l'Abwehr, les services secrets allemands, l'amiral Wilhelm Canaris et le colonel Hans Oster essayent d'entraver la guerre d'agression nazie en fournissant des informations aux Alliés ; les résultats ne sont cependant pas à la hauteur des attentes. Par ailleurs, de jeunes officiers s'organisent au même moment en un petit noyau de résistance interne à la Wehrmacht. Ils décident d'utiliser également des méthodes violentes pour mettre fin aux dérives du Troisième Reich.
Les deux membres centraux du mouvement de résistance interne à l'Armée allemande sont le colonel Henning von Tresckow, affecté au quartier général du groupe d'armées Centre sur le front de l'Est, ce dernier devenant avec le temps un centre conspirationniste, et le colonel Claus von Stauffenberg qui ne devient meneur qu'à la suite de Tresckow. Il organise en 1944 la tentative d'assassinat de Hitler et de renversement du pouvoir nazi. Il exploite alors son poste d'officier au sein du commandement des troupes réservistes de l'Ersatzheer. Après une série d'échecs de Tresckow en 1943, causés par des circonstances défavorables, le 20 juillet 1944 Stauffenberg parvient à commettre son attentat, mais imparfaitement, et Hitler échappe à la mort. L'organisation antinazie est bien implantée dans le commandement des troupes de réserve du Reich avec par exemple le général Friedrich Olbricht et dans les commandements des forces d'occupation en France avec le général von Stülpnagel. Les généraux Beck, von Witzleben et Hoepner sont également impliqués, tout comme, mais à un degré moindre, les Generalfeldmarschall Rommel et von Kluge.
Malgré quelques succès initiaux, principalement en France, le coup d'État se solde par un échec total. Les causes sont nombreuses : les réactions du Führer, de Goebbels et d'Himmler sont très rapides, les erreurs des conspirateurs, les hésitations de Kluge, la fidélité et l'obéissance à Hitler dont font preuve la quasi-totalité des officiers et des soldats de l'Armée allemande. En quelques heures la révolte est matée, les principaux conspirateurs exécutés, Olbricht et Stauffenberg entre autres, ou se suicident, Kluge et Tresckow par exemple. Dans les mois qui suivent, l'appareil nazi opère une répression des plus violentes dans la Wehrmacht afin de renforcer la soumission des troupes. Il intimide les officiers, renforce de manière draconienne la discipline et organise des structures de contrôle politique : les Nationalsozialistische Führungsoffiziere, NSFO, c'est-à-dire officiers guides nationaux-socialistes.
Dans l'ultime phase du conflit, l'armée se désagrège lentement, le nombre de déserteurs augmente. À la fin de la guerre leur nombre total avoisine les 100 000 hommes. Le commandement de la Wehrmacht adopte des mesures très fermes pour éviter la diffusion du phénomène : les cours martiales traitent environ 35 000 cas de désertion, à 22 750 reprises elles prononcent des condamnations à mort, lesquelles donnent lieu à environ 15 000 exécutions. Toutefois dans l'ensemble les soldats de la Wehrmacht engagés dans le quotidien de la guerre et liés psychologiquement par leur serment à Hitler, surtout les plus jeunes, et croyant au miraculeux retournement de situation promis par le Führer, continuent à se battre en suivant les ordres du régime nazi jusqu'à la défaite totale du Troisième Reich.